# Edsbergs slott
Edsbergs slott är ett tidigare säteri vid Landsnoravägen 10, beläget i Edsberg i Sollentuna socken i Sollentuna kommun. Nuvarande byggnaden stod färdig 1760 och uppfördes vid norra stranden vid Edsviken på initiativ av Thure Gustaf Rudbeck. Efter att egendomen och slottet varit i familjen Rudbecks ägo i nästan 200 år såldes först marken och senare även byggnaden till Sollentuna köping. Slottet och parken ägs och förvaltas idag av Sollentuna kommun.
I byggnaden huserar en del av kammarmusikutbildningen inom Kungliga Musikhögskolan i Stockholm. I slottet finns ett vigselrum och inom slottsområdet på stallbacken ligger Edsviks Konsthall och MC Collection museum. Under sommaren 2006 genomfördes en omfattande invändig renovering av slottet.

## Oxenstiernas tid

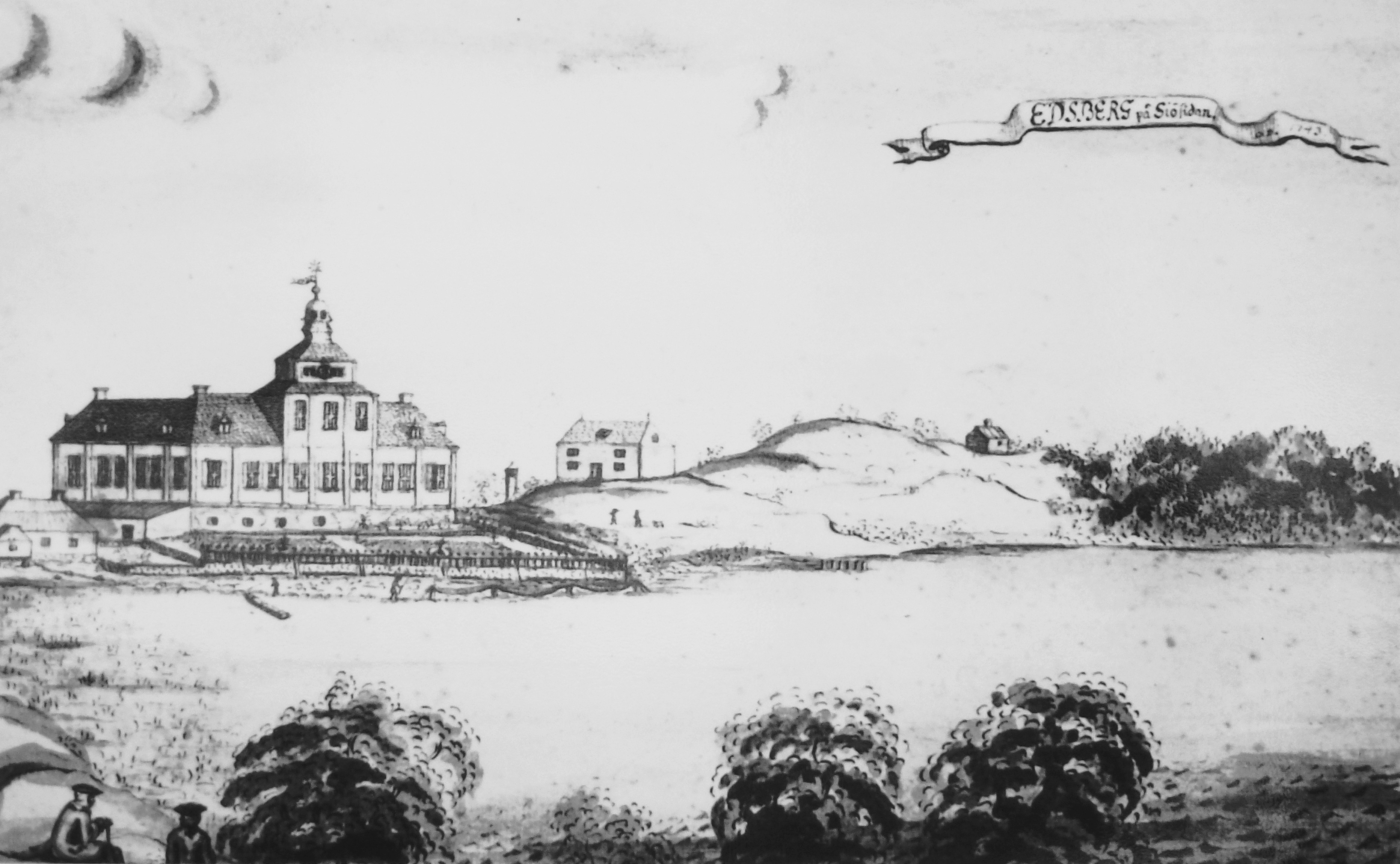
Edsberg gård 1743.

Det nuvarande slottet ligger på platsen för Edsbergs gård som uppfördes i trä omkring 1630 på initiativ av proviantmästaren och fogden Henrik Olofsson. Han valde en tilltalande placering på en liten höjd med vid utsikt vid norra änden av Edsviken. Samtidigt fick han tillstånd av Gustav II Adolf att bygga ett värdshus intill. Värdshuset finns kvar än idag och drivs sedan år 2021 som Edsbacka Krog. Olofsson lät även uppföra Landsnora kvarn, som hörde till gården.
Någon gång på 1630-talet övertogs egendomen av greve Gabriel Bengtsson Oxenstierna och fick säteristatus 1647. Under de kommande drygt 100 åren gick huset i arv inom släkten Oxenstierna.
Drottning Kristina hade redan år 1645 varit gäst här, och 1670, när huset ärvts av sonen Gabriel Oxenstierna, var kung Karl XI och änkedrottningen Hedvig Eleonora på besök.

## Rudbecks tid
Den första i släkten Rudbeck som ägde huset var överståthållare Thure Gustaf Rudbeck. Han betalade 360 000 daler kopparmynt för huset år 1757. Redan tre år senare lät han riva trähuset från 1630 och beställde ett nytt stenhus som stod färdigt 1760.

### Arkitekt
De bevarade originalritningarna på den nya byggnaden är osignerade, men mycket tyder på att Carl Wijnbladh var ansvarig arkitekt. Wijnbladh hörde inte till tidens stora arkitekter, men han producerade en lång rad mönsterritningar till herrgårdar. Han fick därmed ett väsentligt inflytande över det sena 1700-talets herrgårdsbyggande i mellersta Sverige. Det är troligt att Edsbergs huvudbyggnad uppfördes efter en av dessa mönsterritningar och det är den byggnaden som finns idag och som kallas "slottet".

### Historiska bilder, huvudbyggnad

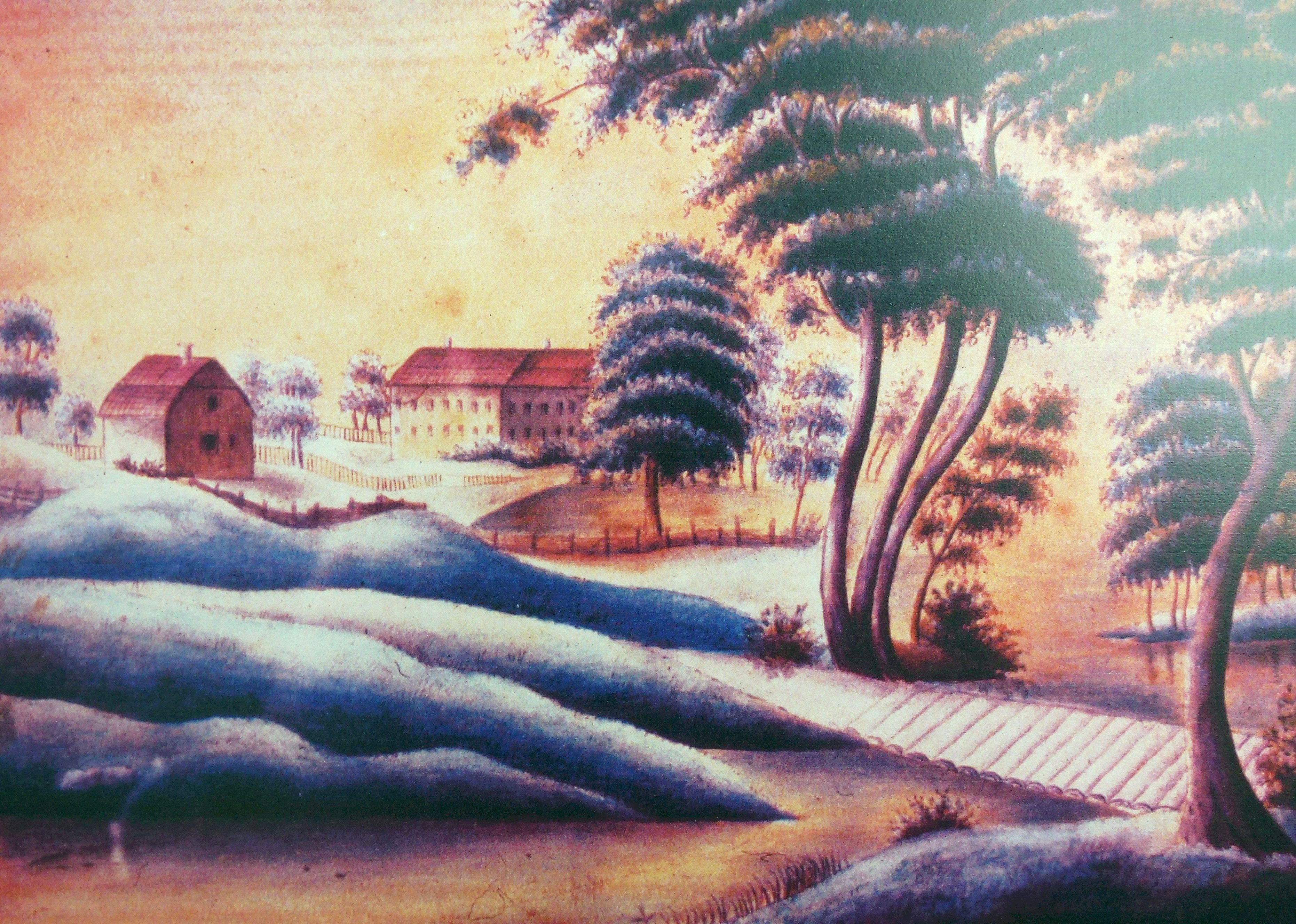
1790-tal.
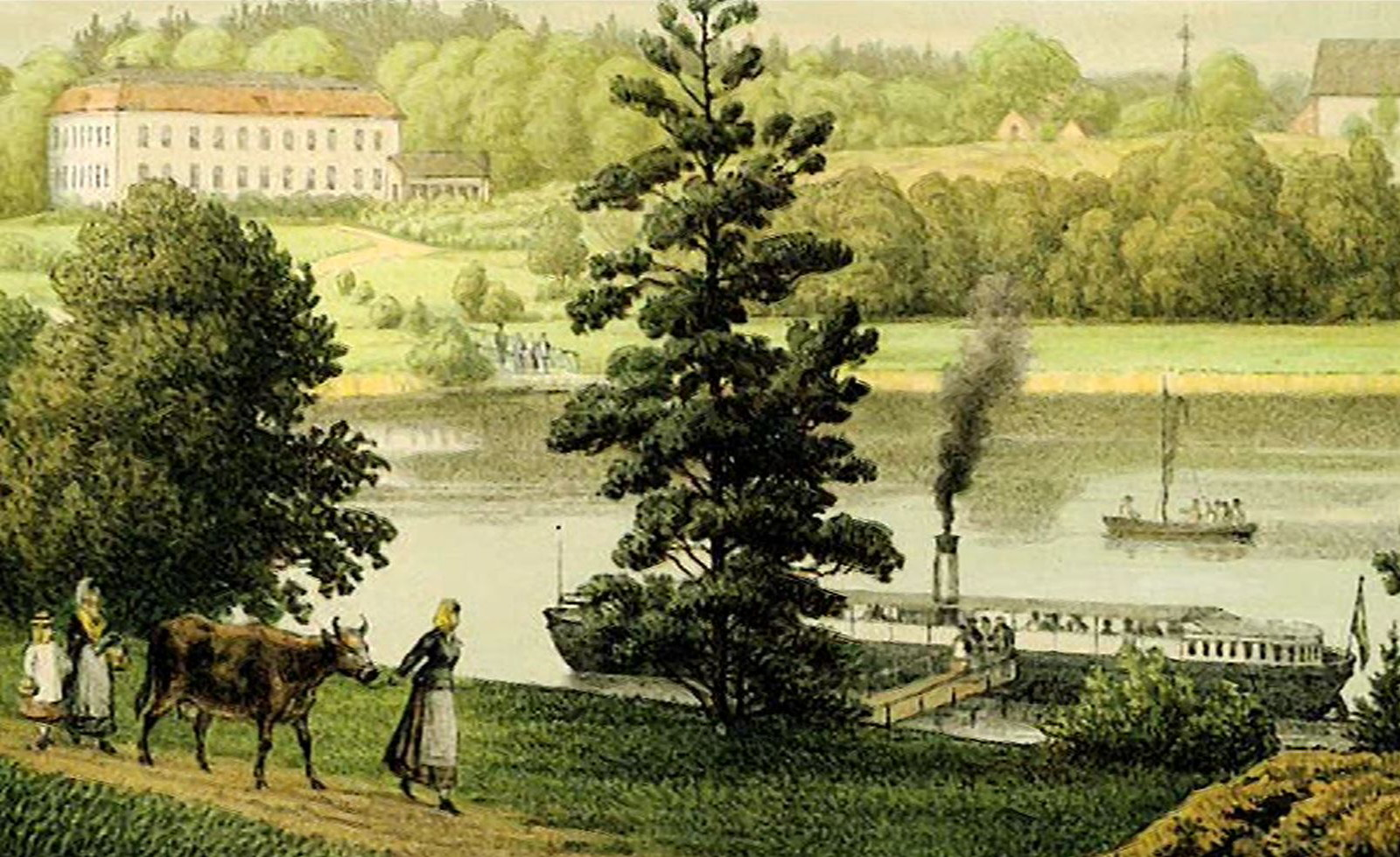
1879.
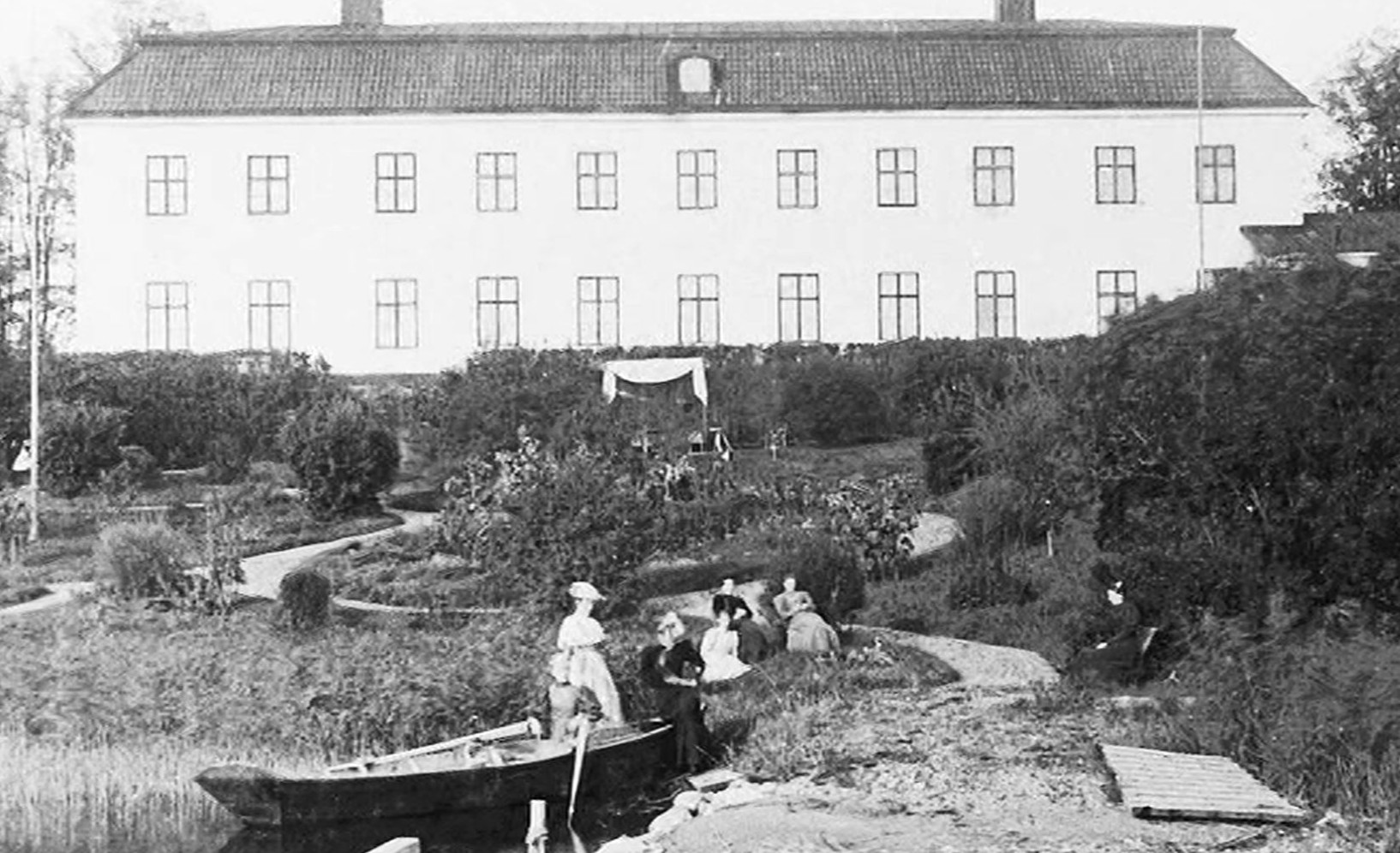
Cirka 1900.
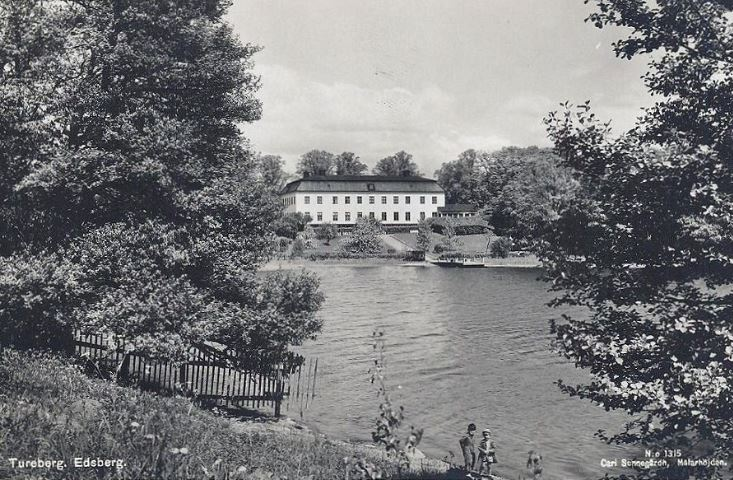
1937.
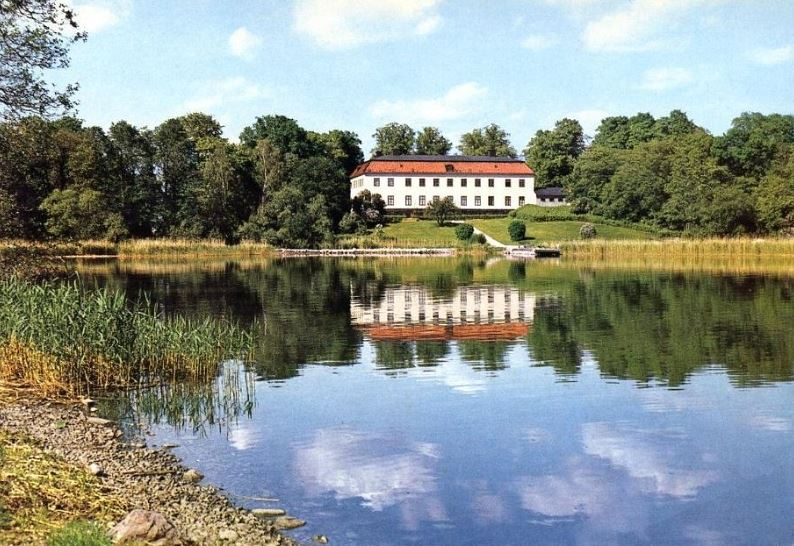
1968.

### Huvudbyggnad

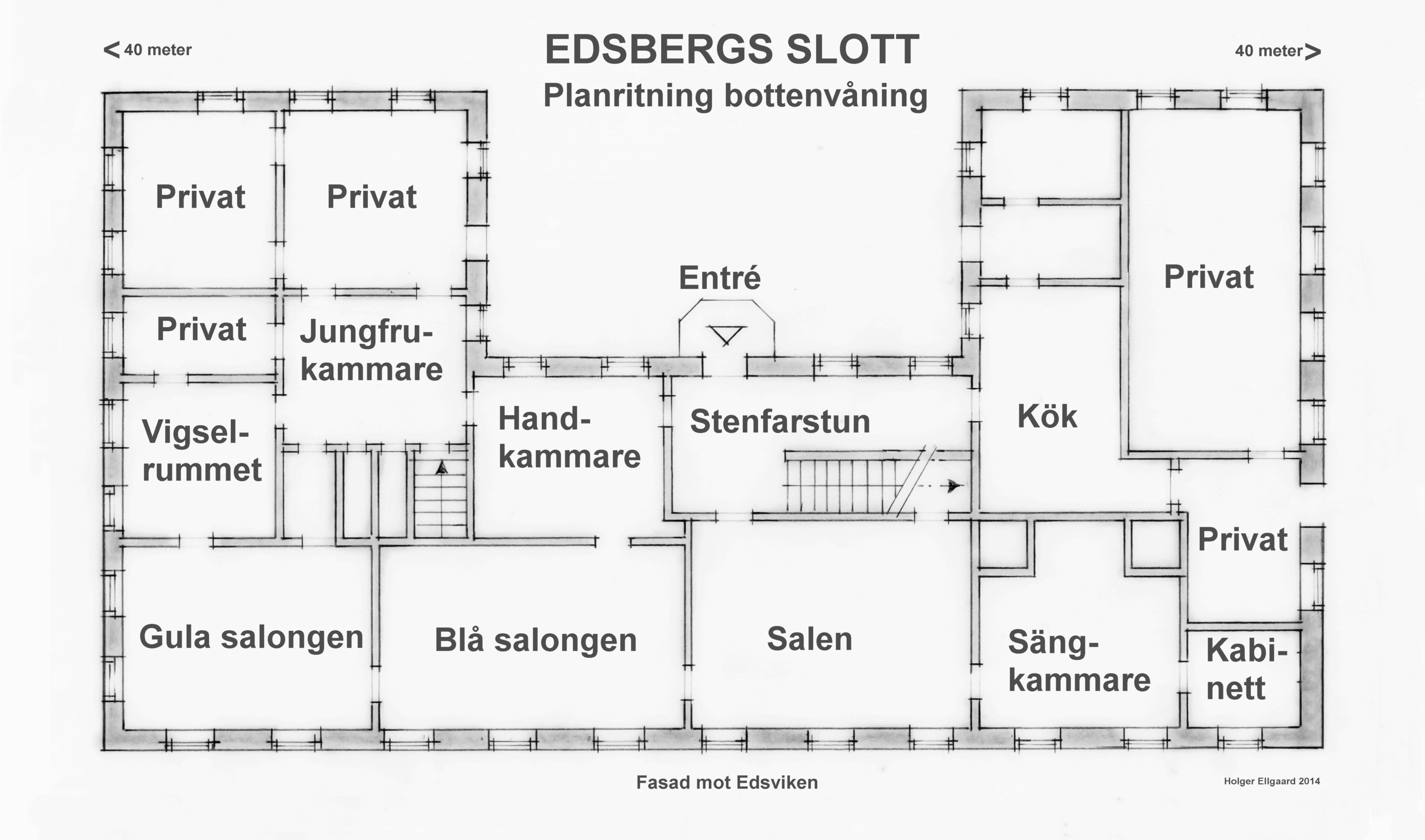
Edsbergs slott planritning, bottenvåning.

Det nya huset byggdes i "U"-form och två våningar med långfasaden mot syd och Edsviken. Huvudentrén placerades på norrsidan. Arkitekturen är en förenklad fransk rokokostil med putsade fasader och valmat mansardtak. De fasta flyglarna fick putsrusticerade gavlar i höjd med bottenvåningen. Ett ljust våningsband på norra fasaden skiljer den nedre paradvåningen från övervåningen. I takfallet märks runda takkupor, så kallade oxögon. Mot norr tillkom två fristående, halvrunda flyglar. 
År 1797 brann den ena flygeln ner, varpå den andra revs och båda ersattes 1810 av dagens byggnader i empir. De utfördes med rektangulär planform och flacka, valmade sadeltak. Den västra flygeln är mera påkostad och var familjen Rudbecks bostad fram till 1979 (idag privatbostad). Den östra flygeln är något enklare och inrymde bostad för bland annat trädgårdsmästare och befallningsman (idag bostad för musikhögskolestudenter).

### Övriga byggnader
Thure Gustaf Rudbeck lät även uppföra de stora ekonomibyggnader på ladugårdsbacken öster om slottet, som idag kallas Stallbacken eller Edsvik. Logen härrör från 1835 och innehåller Edsviks konsthall öst. Äldst är ladugården från 1760, där finns Edsviks konsthall väst och Edsviks konstskola. I oxstallet från 1877 fanns plats för tolv par oxar. År 2009 uppfördes en ny lada, som inrymmer MC Collection museum. Svinhuset från 1876 brann ner 2009 men återuppbyggdes och är idag föreningslokal "Duvslaget" för Stallbackens vänner.
I parken finns det så kallade "Brygghuset", som tillkom någon gång mellan 1715 och 1760. Här kokades gårdens tvätt för att sedan klappas och sköljas nere vid stranden. År 1946 lät sångaren Magnus Rudbeck bygga om huset till sin egen bostad och här bodde han fram till 1959. Därefter flyttade stadsträdgårdsmästaren in. Idag är Brygghuset ett sommarcafé.
Längs Landsnoravägen finns några byggnader bevarade som en gång hörde till Edsbergs slott. Bland dem gårdens mjölkkällare, torpen "Koberg" och "Sjöstugan" samt Landsnora såg och kvarn. På Järvafältet i Sollentuna kommun existerar fortfarande två gårdar, Bögs gård och Väsby gård, som låg under Edsberg. Här bedrivs än idag levande jordbruk med visningsgård och naturskola.

### Bilder, slottet

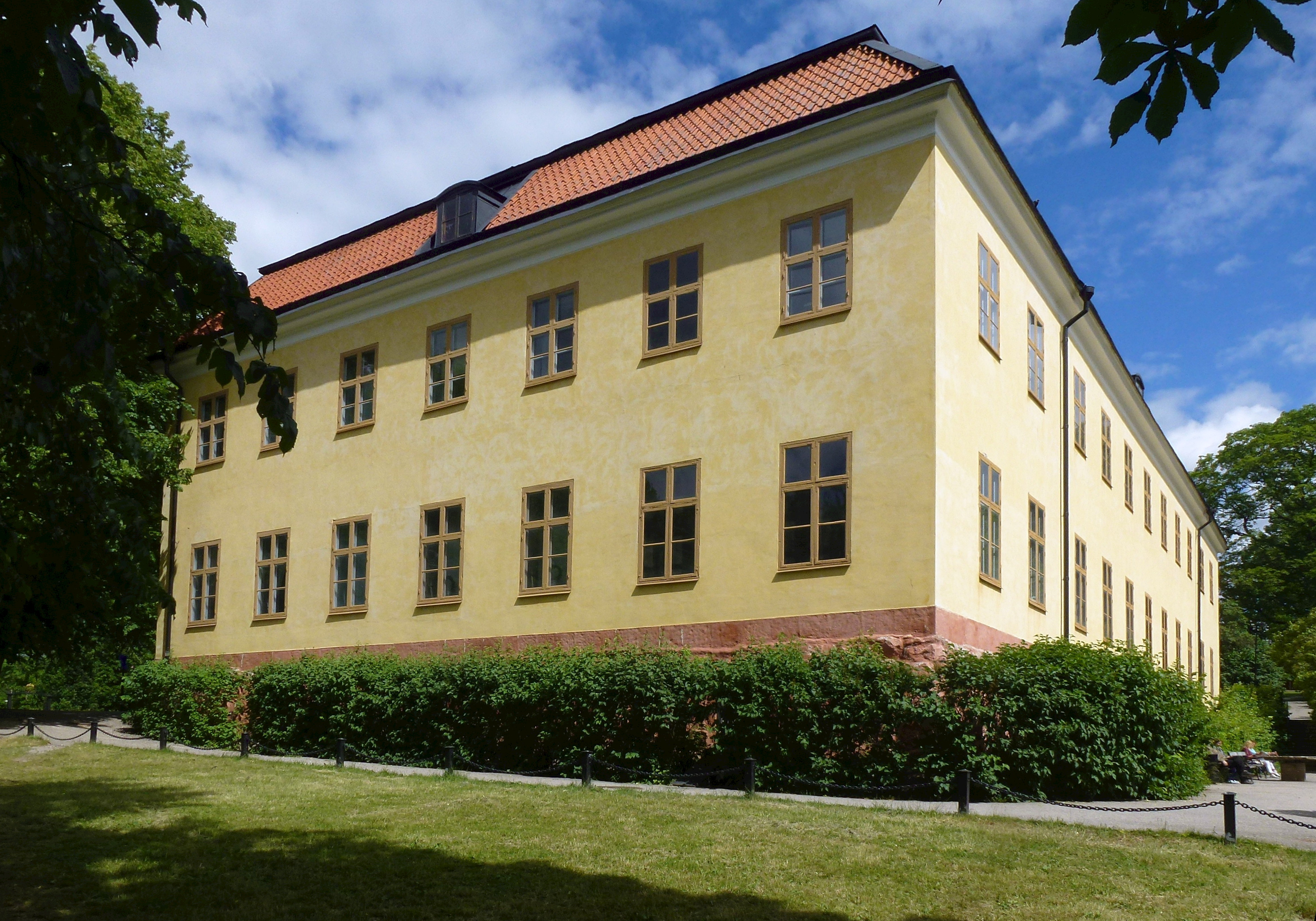
Fasad mot väst.
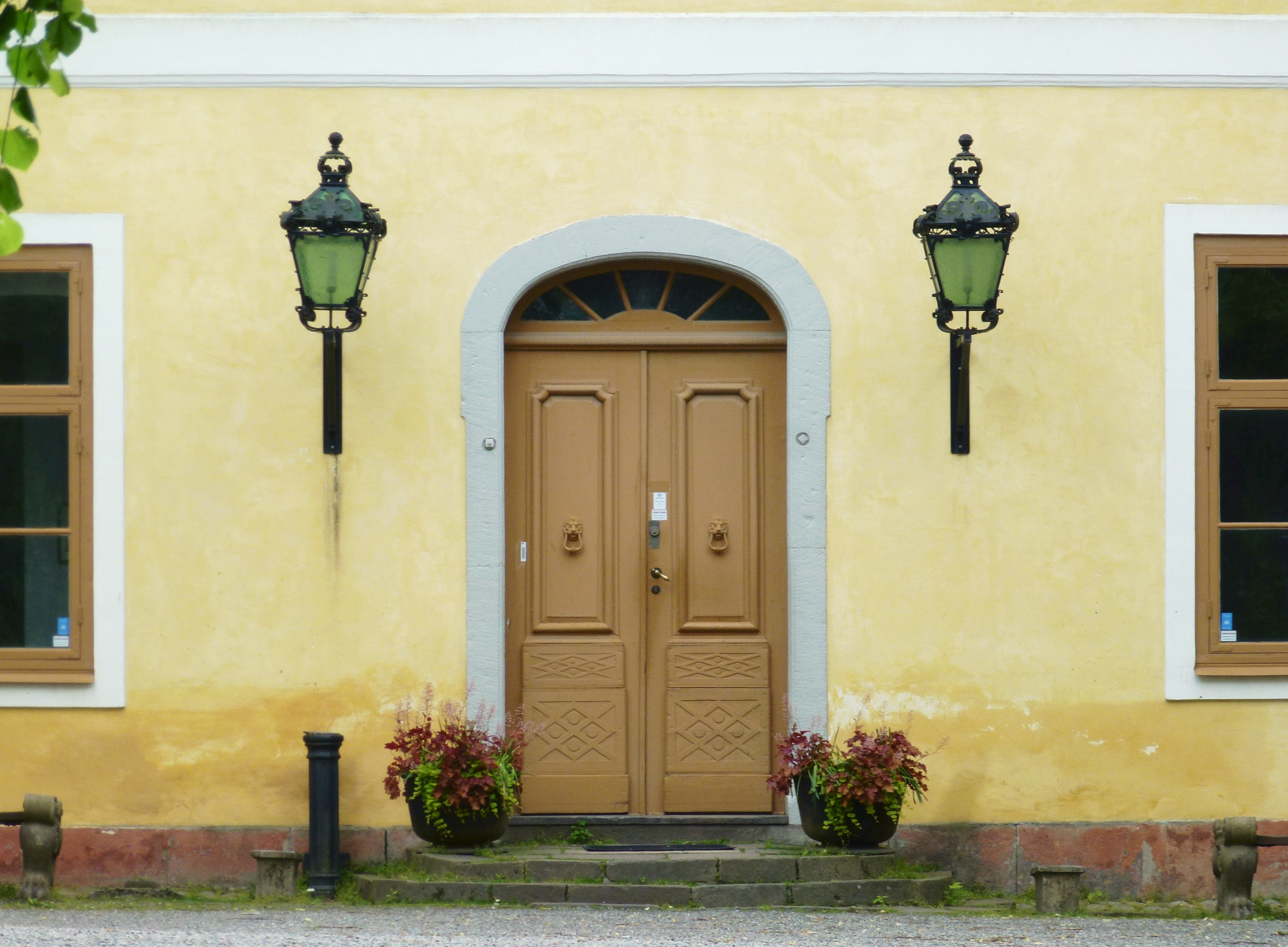
Huvudentrén.
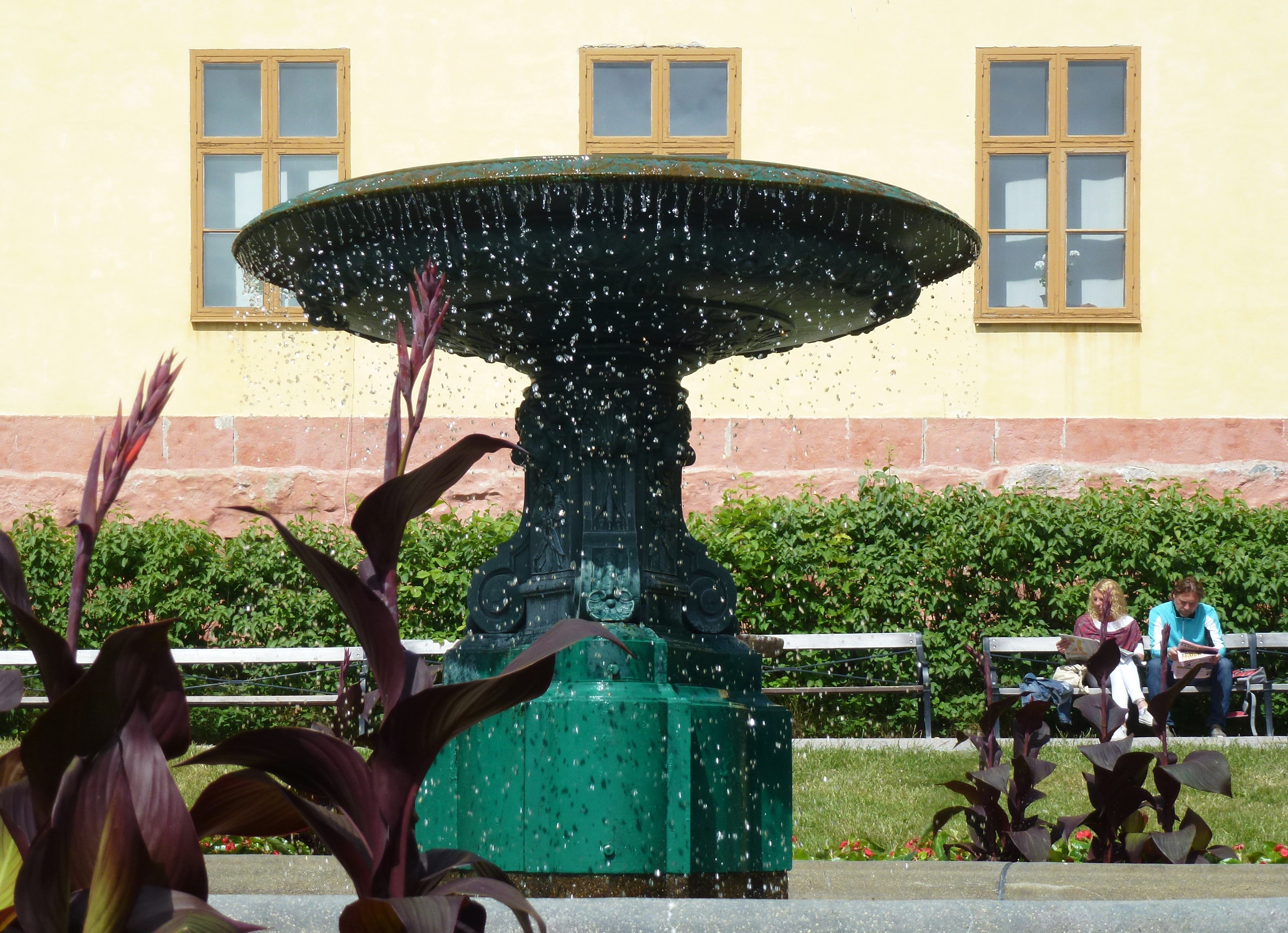
Fontänen.
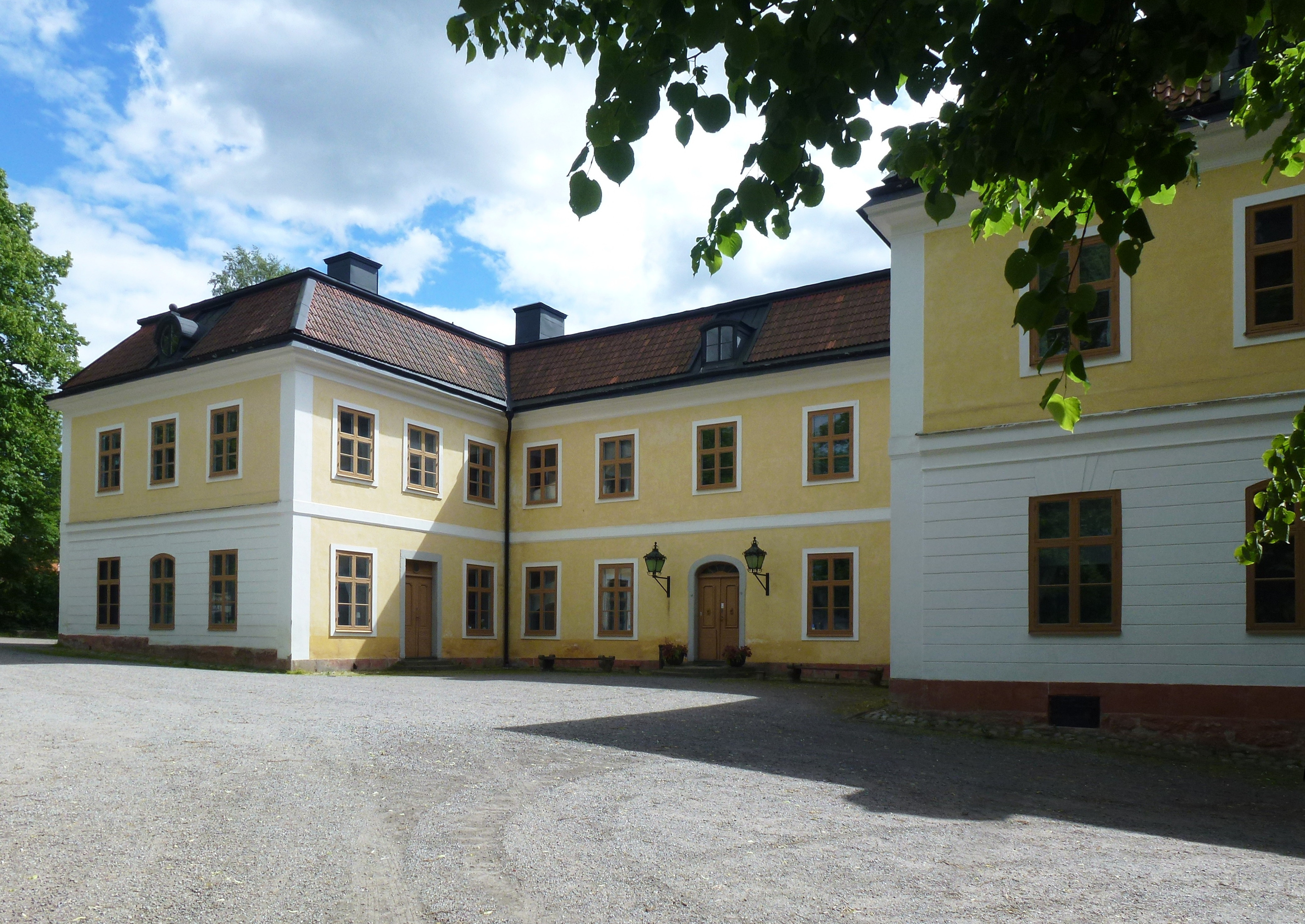
Fasad mot norr.
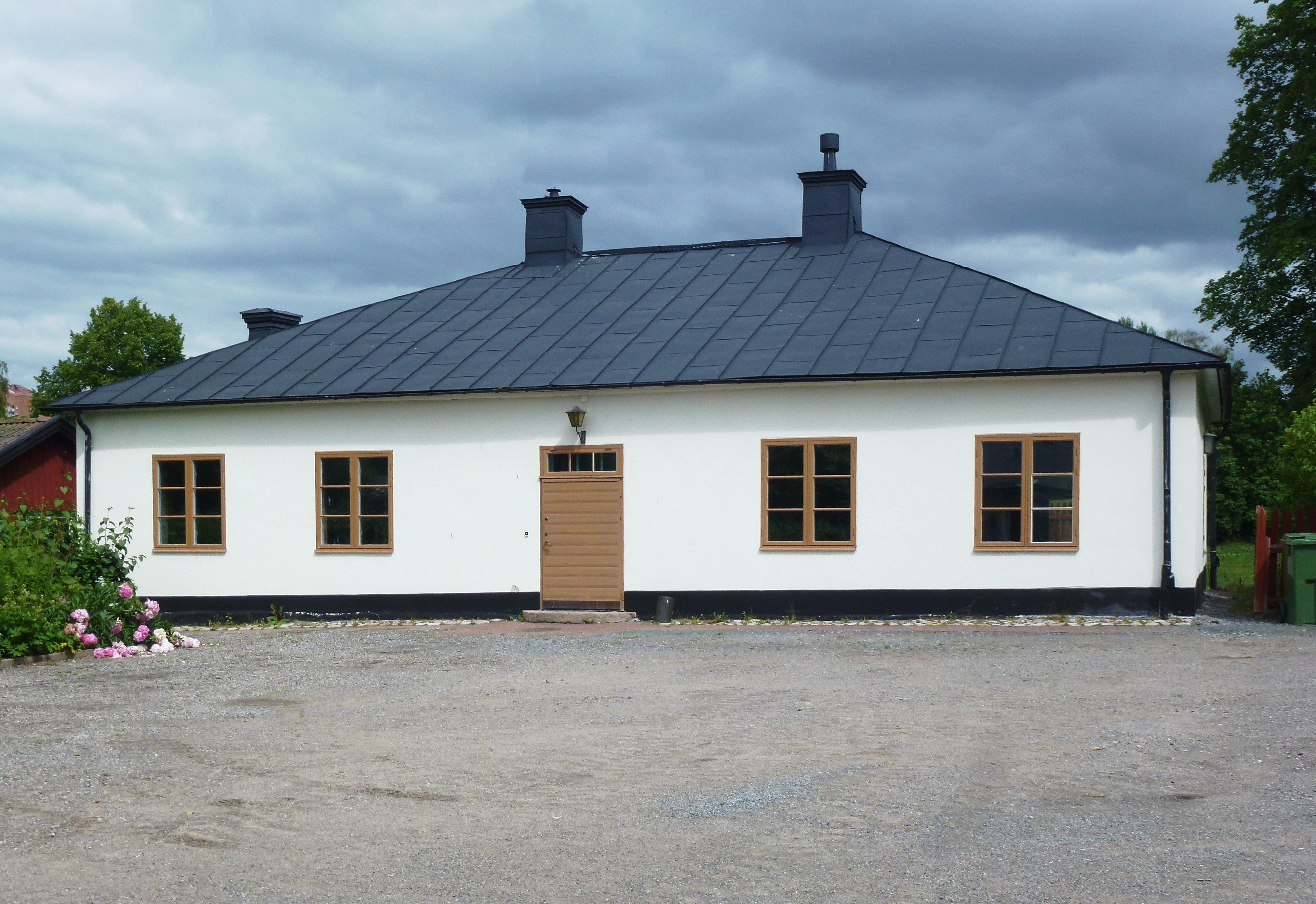
Östra flygeln.

### Bilder, övriga byggnader

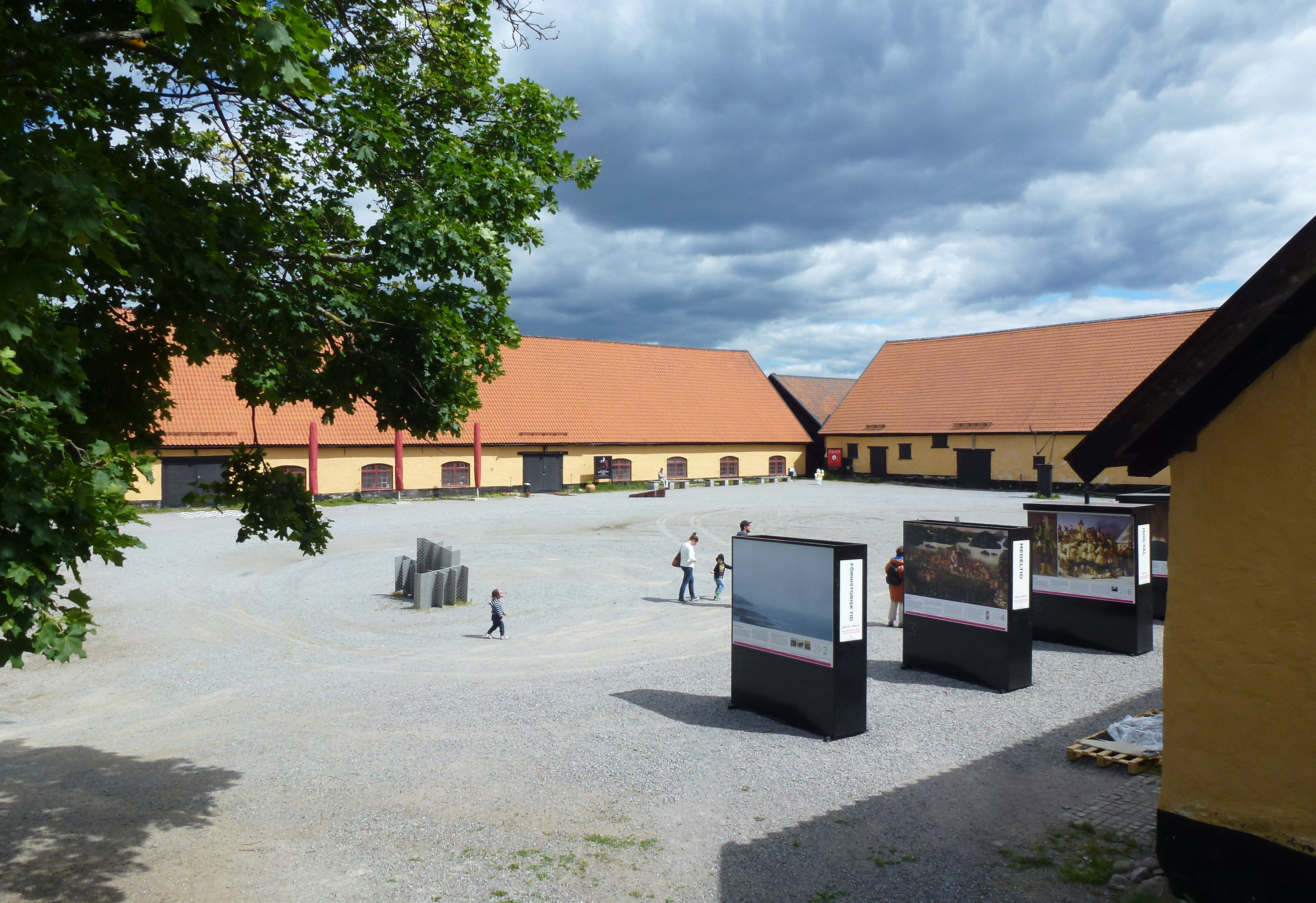
Stallbacken.
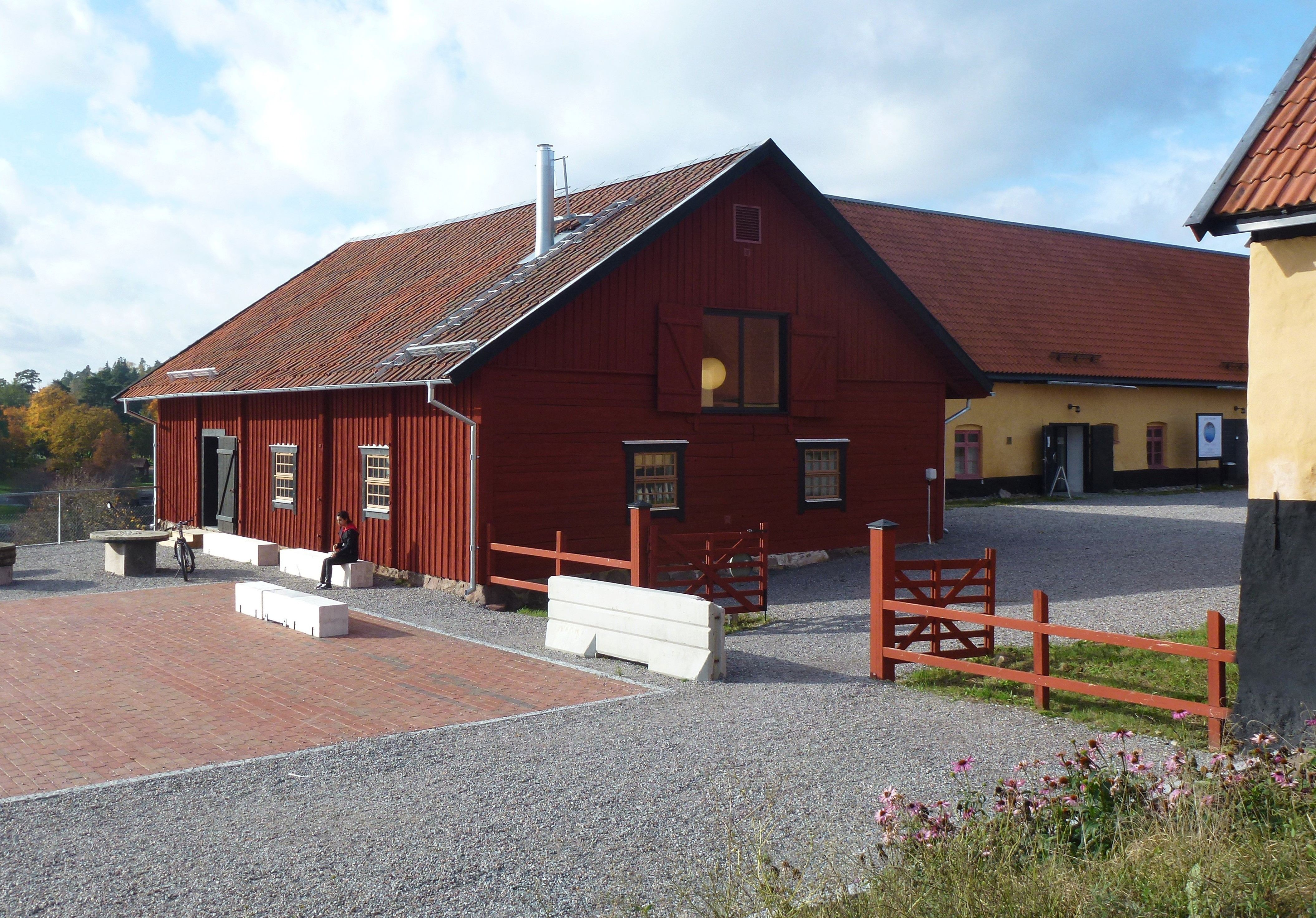
Oxstallet.
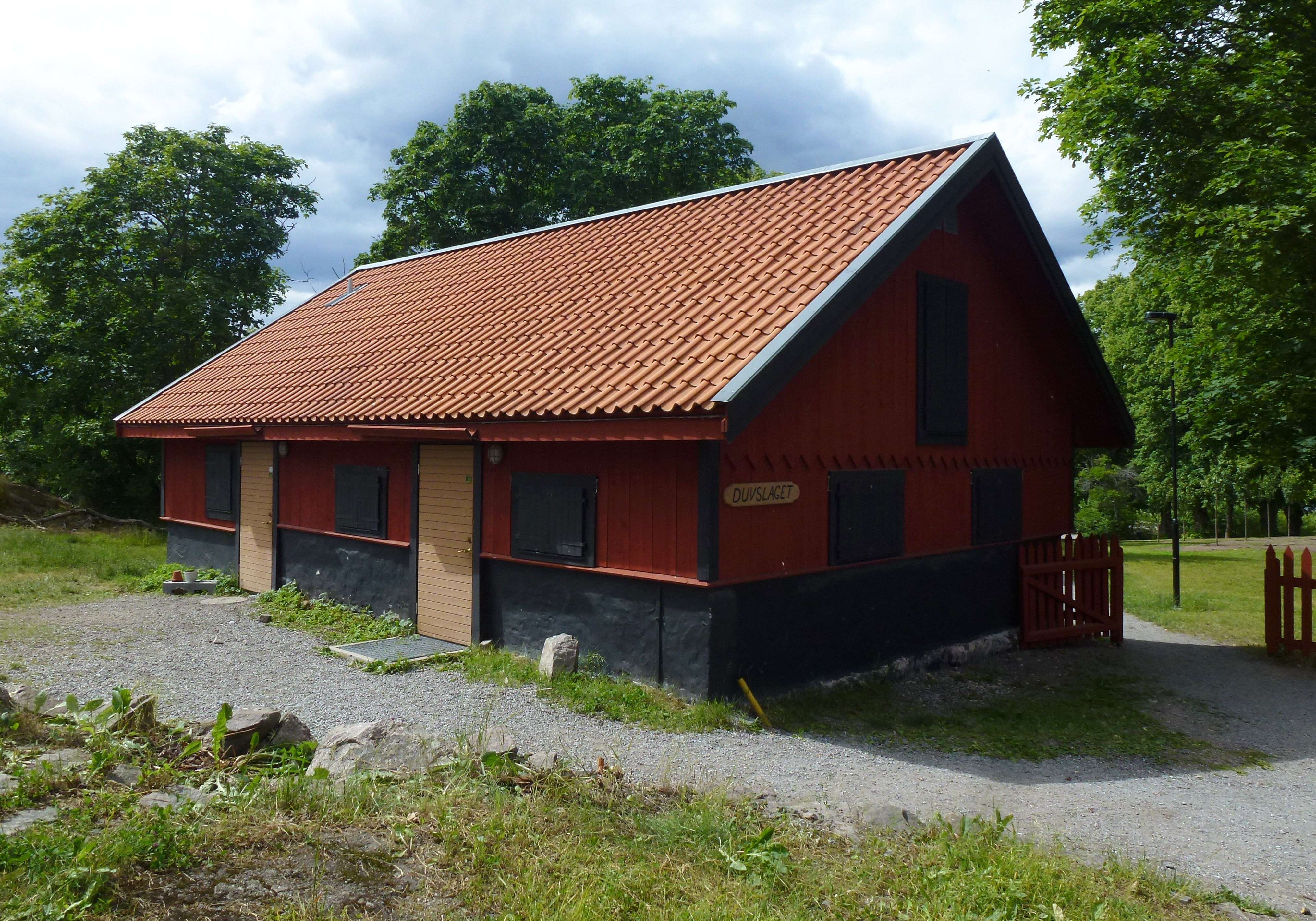
Duvslaget.
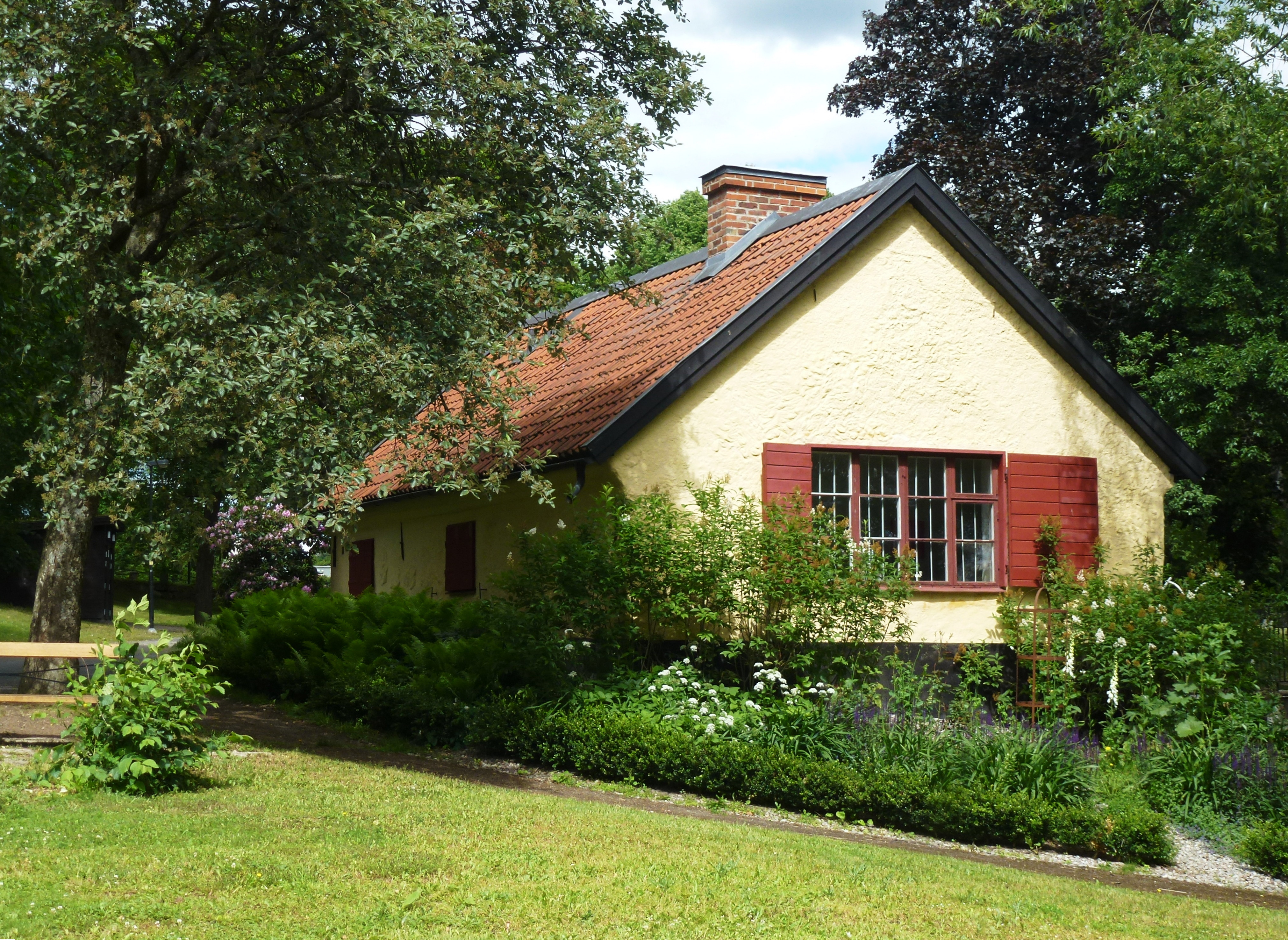
Brygghuset.
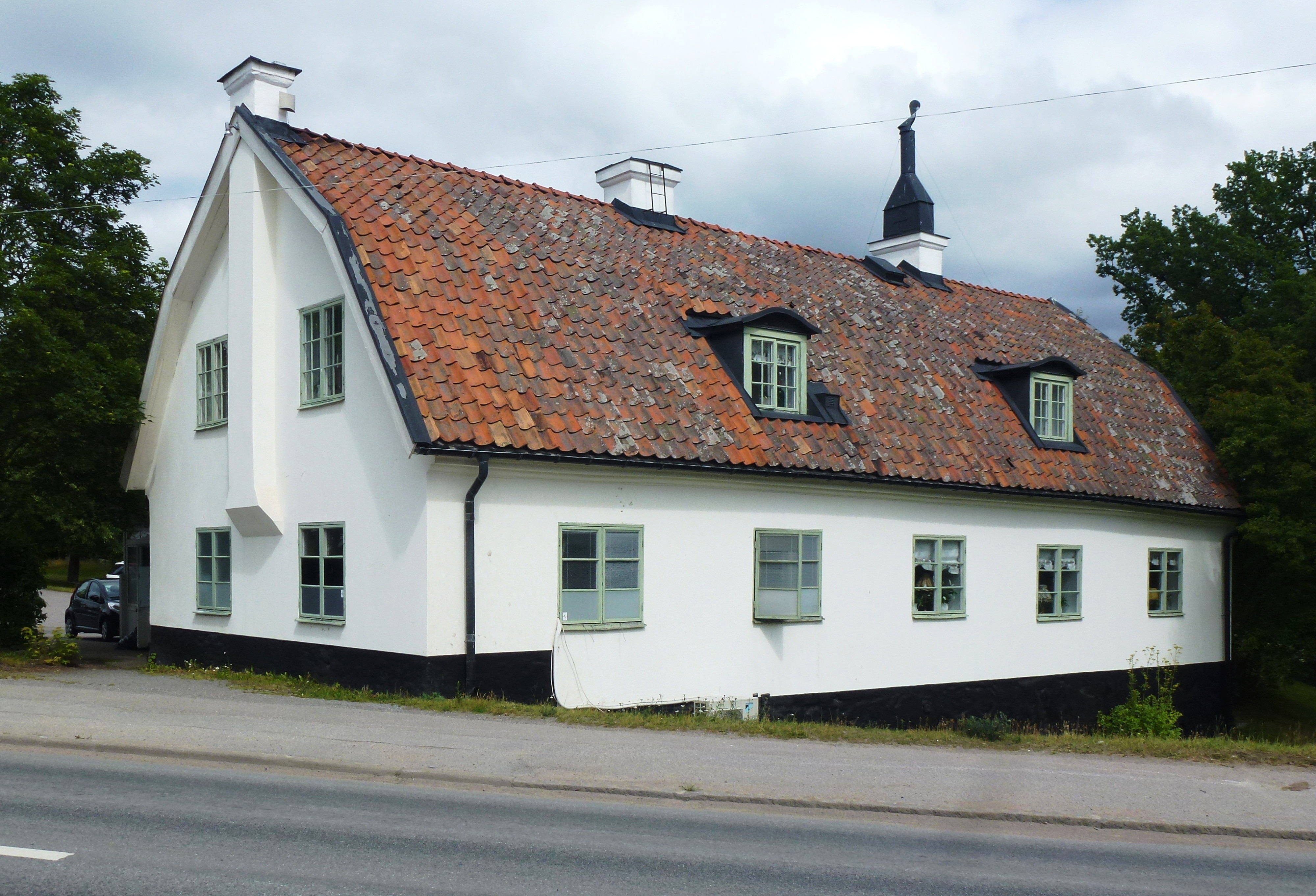
Edsbacka krog.
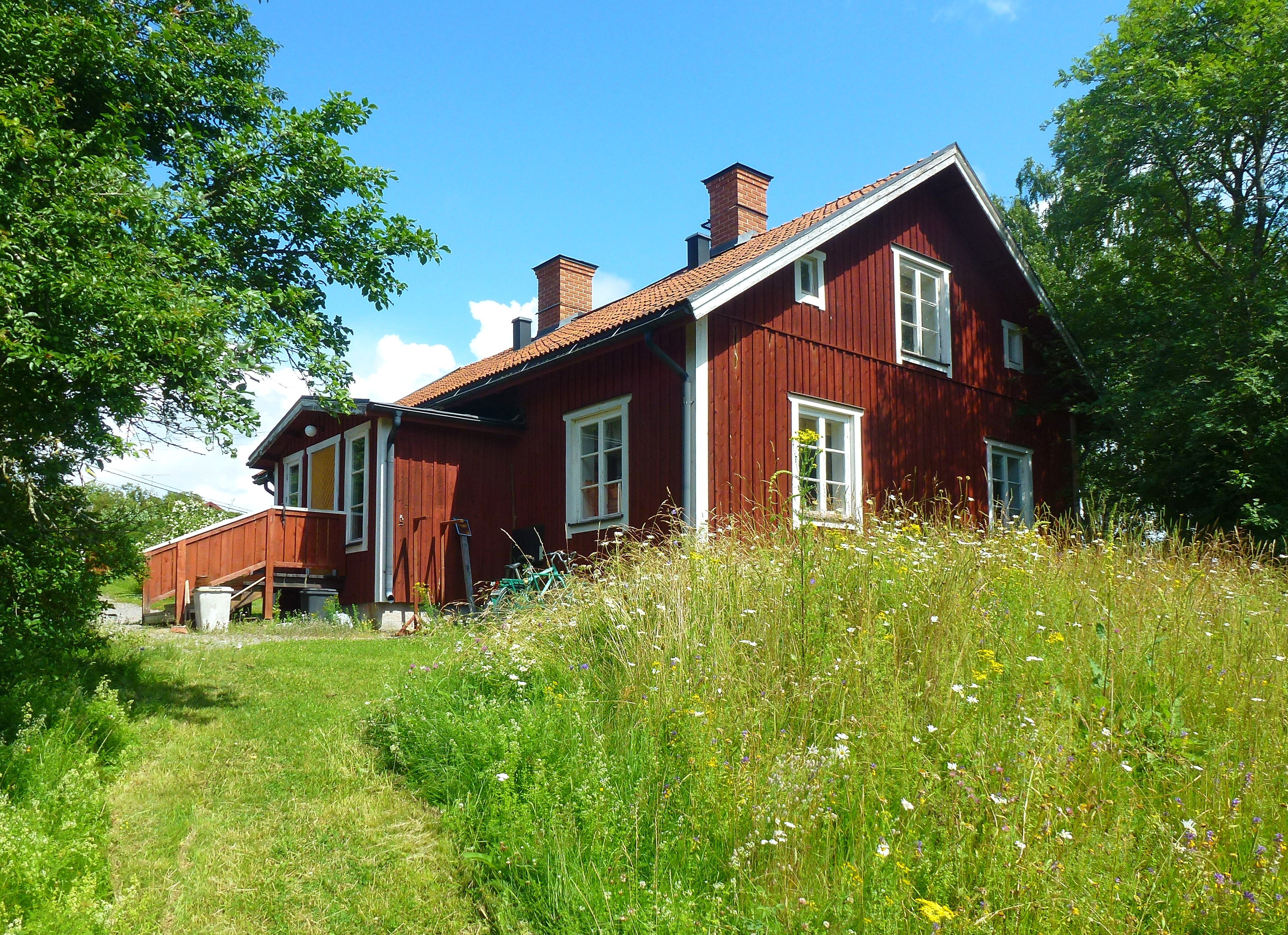
Väsby gård.
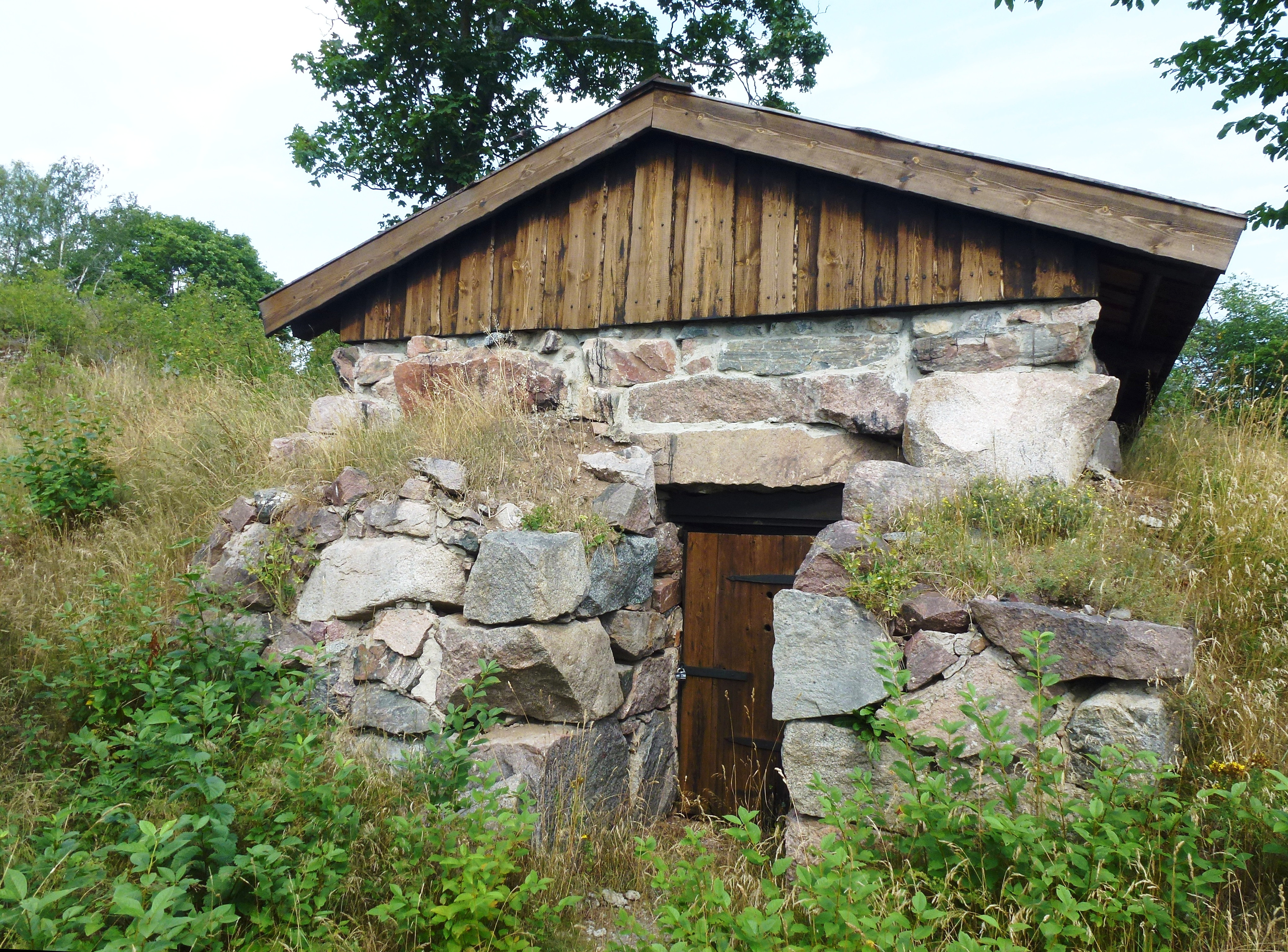
Mjölkkällaren.
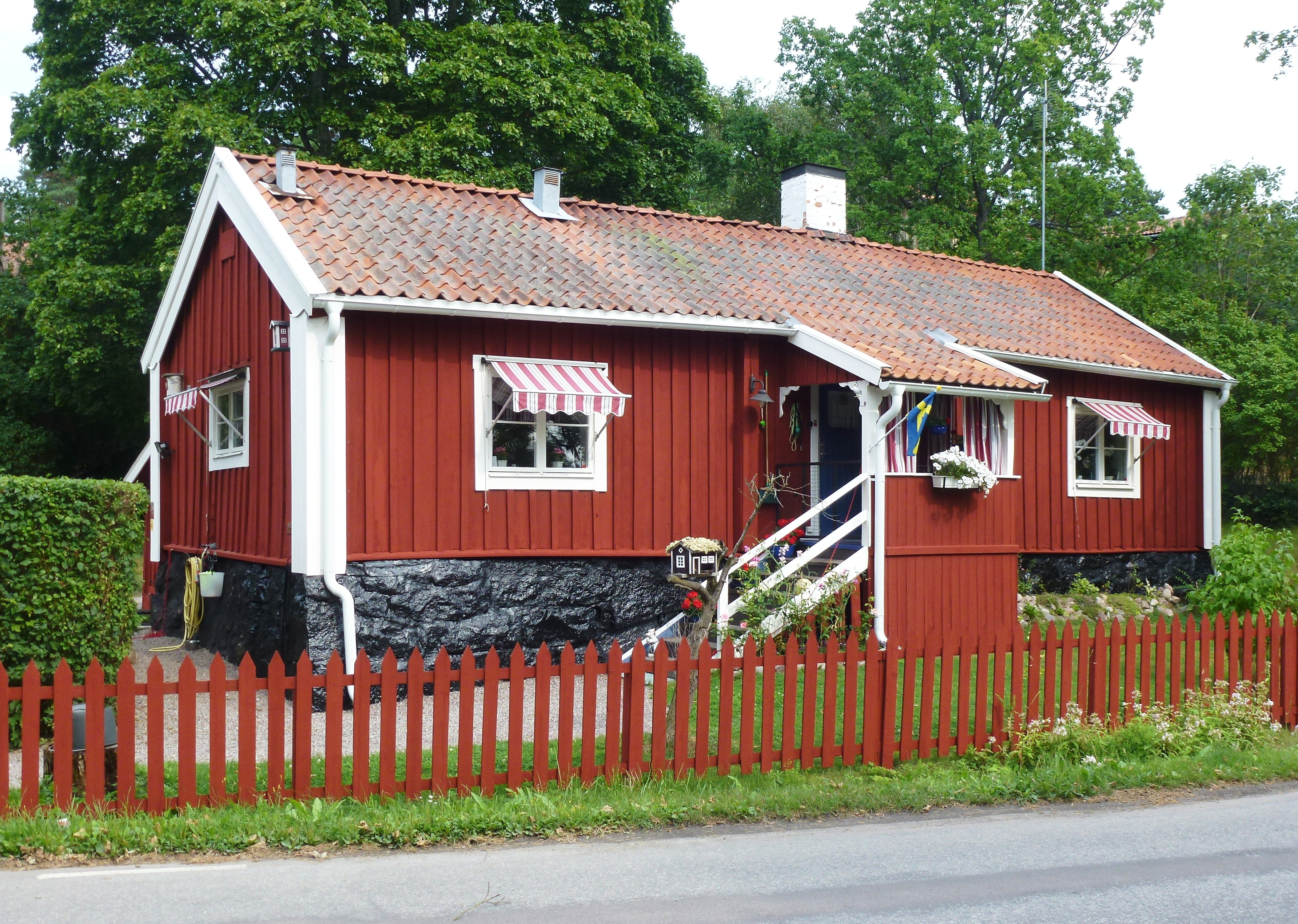
Torpet "Koberg".
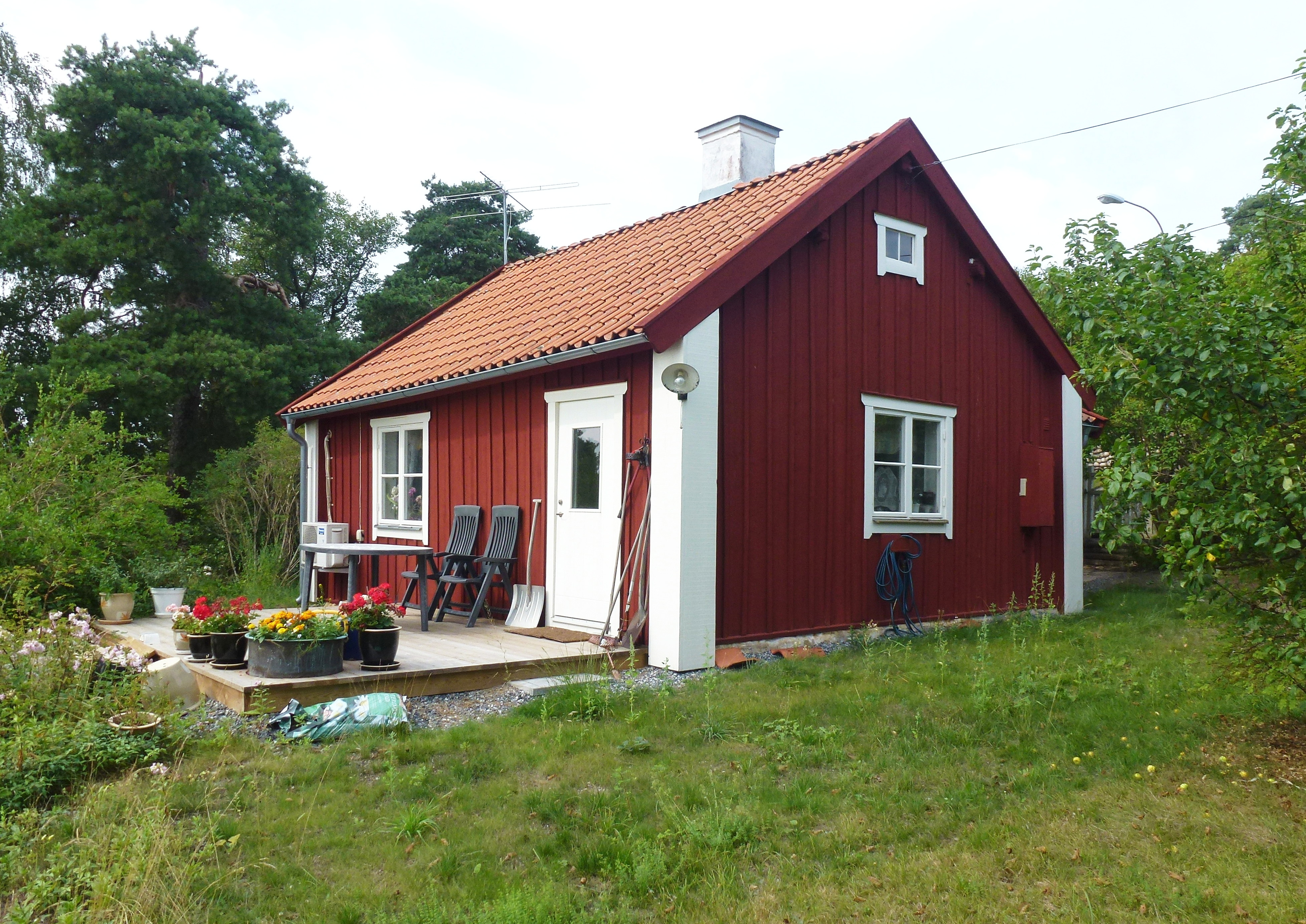
Torpet "Sjöstugan".
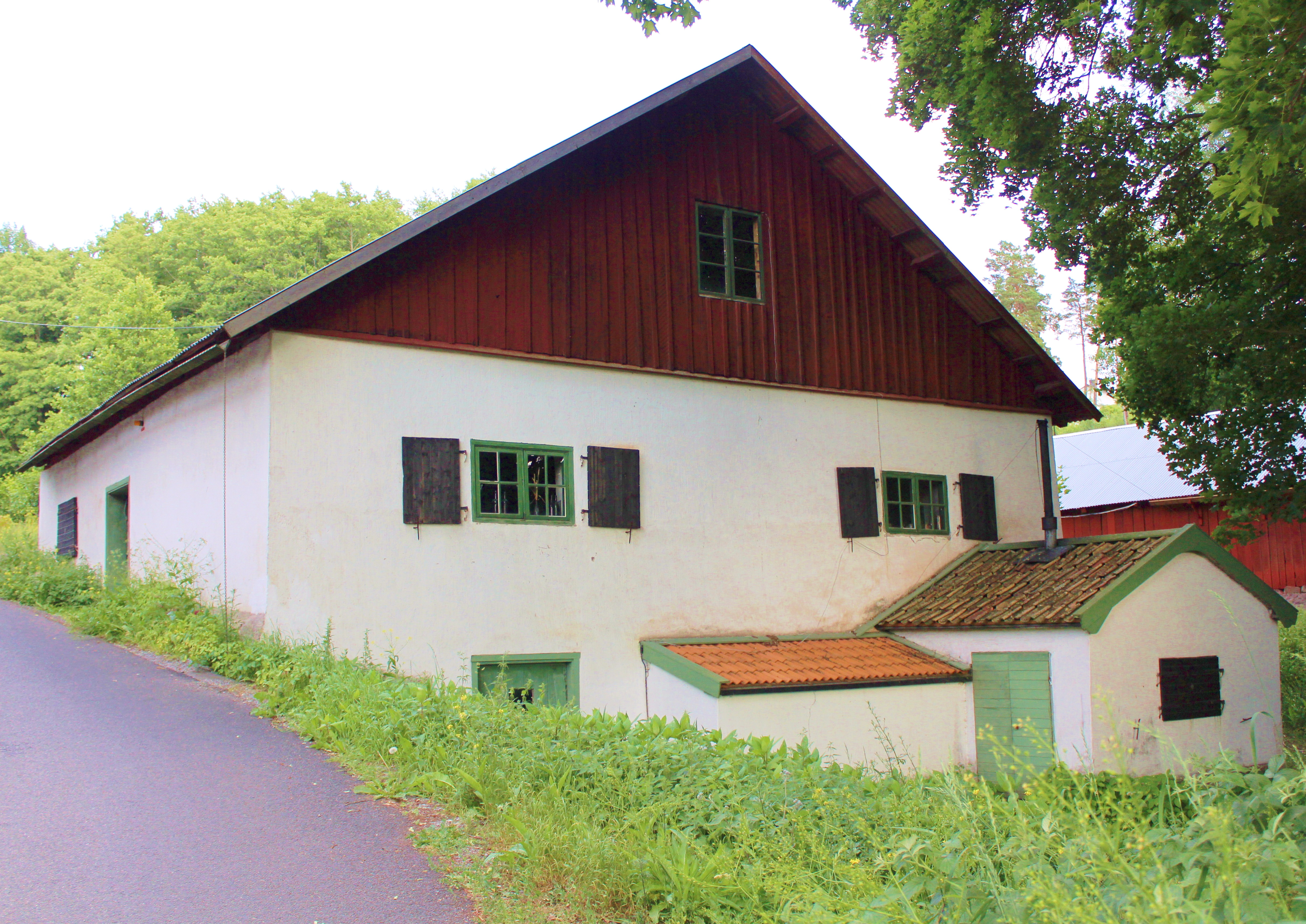
Landsnora kvarn och såg.

## Slottsrum (urval)
På bottenvåningen och i källaren finns några rum som är tillgängliga för allmänheten. Dessutom ligger där stängda, privata områden.  Övervåningen disponeras av Musikhögskolan och ingår inte i offentliga visningar.

### Stenfarstun (entrén)
Stenfarstun är slottets huvudentré.  Härifrån leder huvudtrappen upp till övre våningen. Till vänster om trappan märks en väggfast byst föreställande Olof Rudbeck den äldre (farfarsfar till Thure Gustaf Rydbeck). Mittemot på västra väggen hänger en gipsmedaljong som skapades av Johan Niclas Byström och visar Juliana Sofia Rudbeck. Hornen på väggarna är troféer från gårdens jaktmarker. Dörren rakt fram leder till Stora salen.

### Stora salen
Stora salen (även kallad Kungasalen) var slottets festsal. Genom fönstren har man en vidsträckt vy över Edsviken. Den öppna spisen är från 1600-talet. Den kommer från Gotland och är uppmurat i sandsten. Över spisen hänger en porträtt föreställande säteriets grundare,  Gabriel Bengtsson Oxenstierna. Kungaporträtten på väggarna tillskrivs  Lorens Pasch den äldre och hängde ursprungligen på övre våningen. Dörröverstycken är ursprungliga och visar allegorier över de fyra årstiderna. Från salen når man dels sängkammaren och dels Blå salongen.

### Kabinettet
Bakom sängkammaren ligger kabinettet, ett litet rum på våningens sydöstra hörn. Rummet hade tidigare en ytterdörr som ledde ut till orangeriet. Den höga, runda kakelugnen med blåmönstrat kakel härrör från 1760-talet. Över soffan hänger ett porträtt av slottets byggherre,  Thure Gustaf Rudbeck. Målningen tillskrivs  Carl Fredrich Brander. Möbleringen går i Karl Johansstilen.

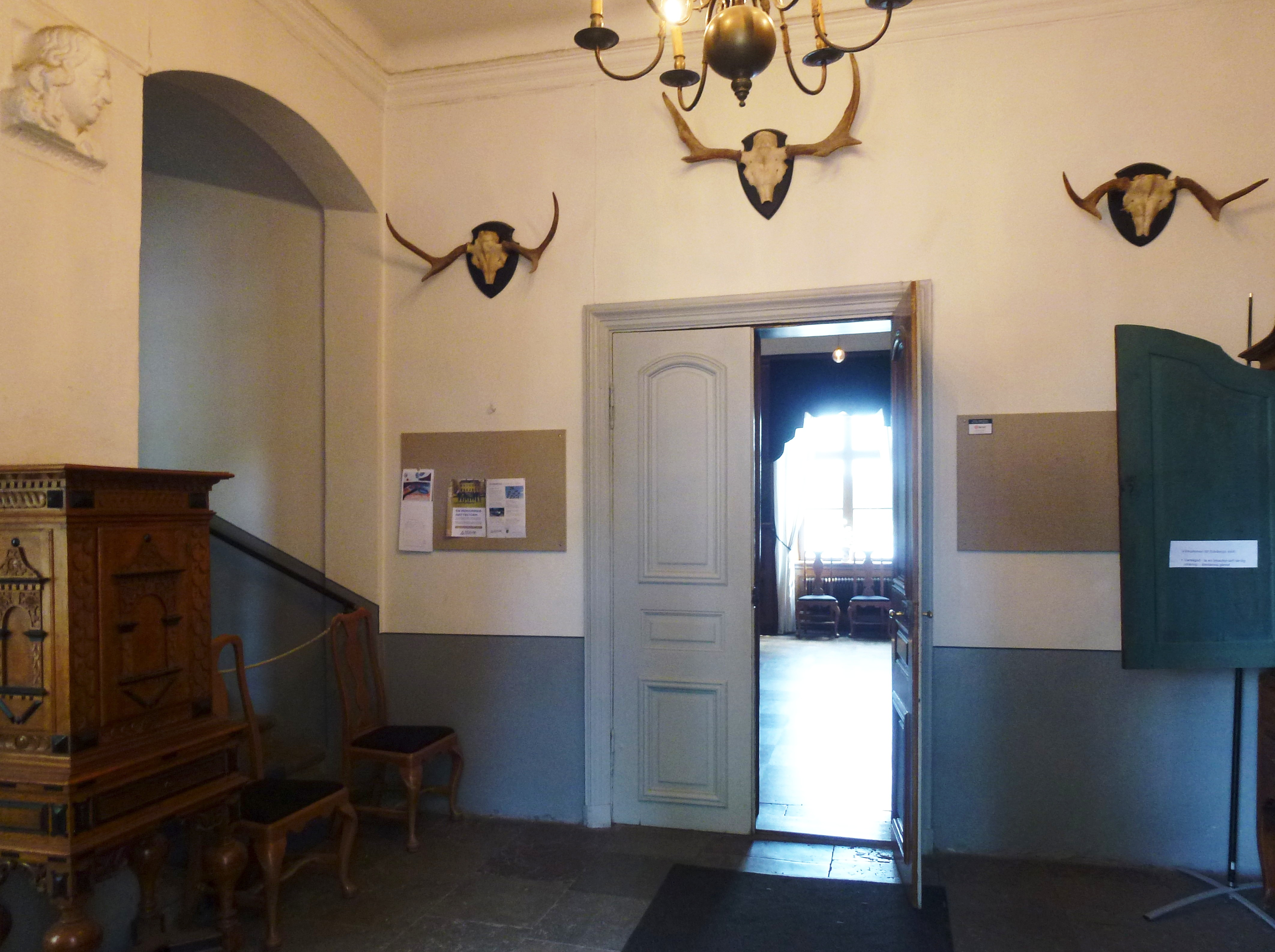
Stenfarstun.
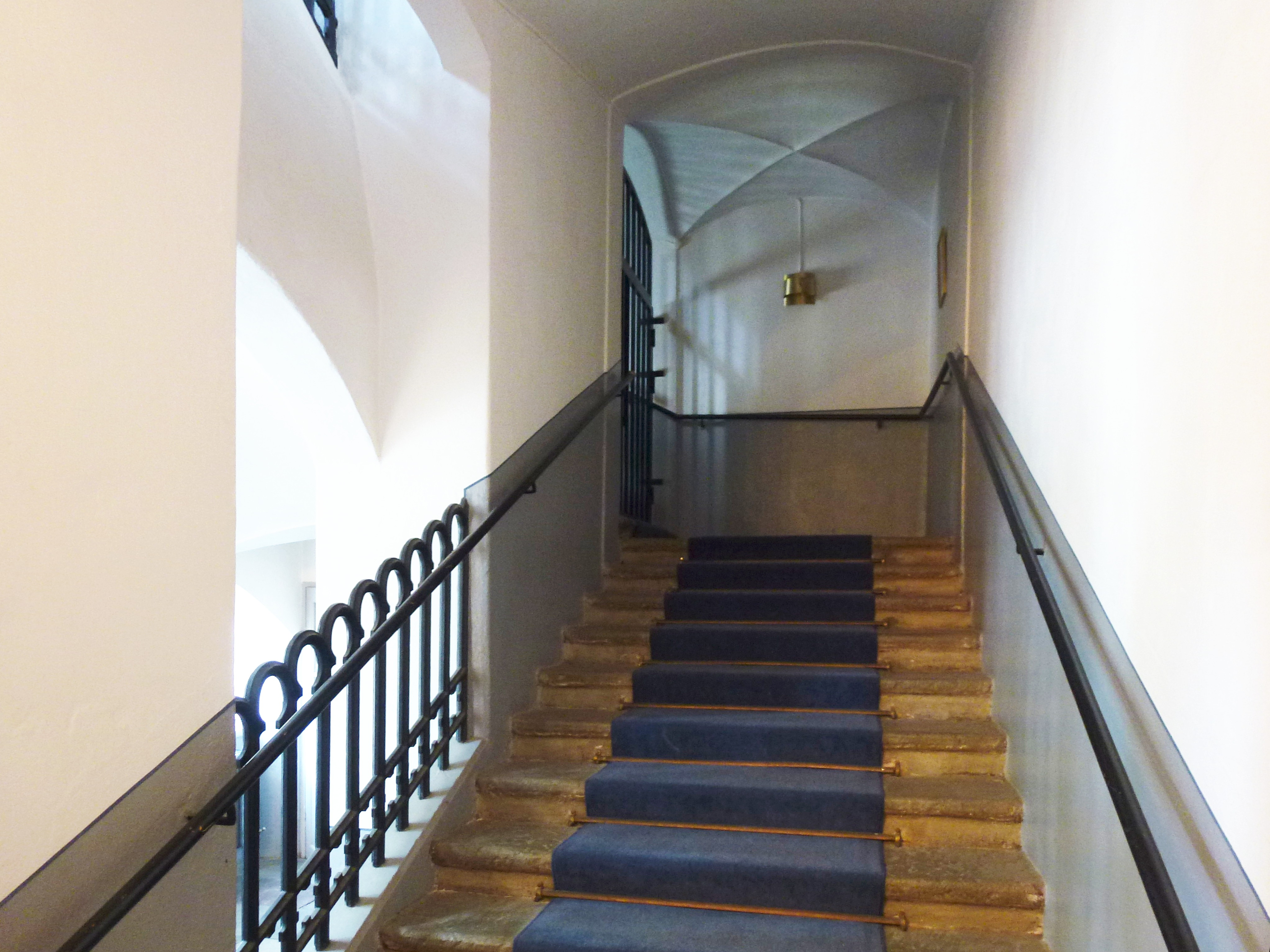
Trappa till övervåningen.
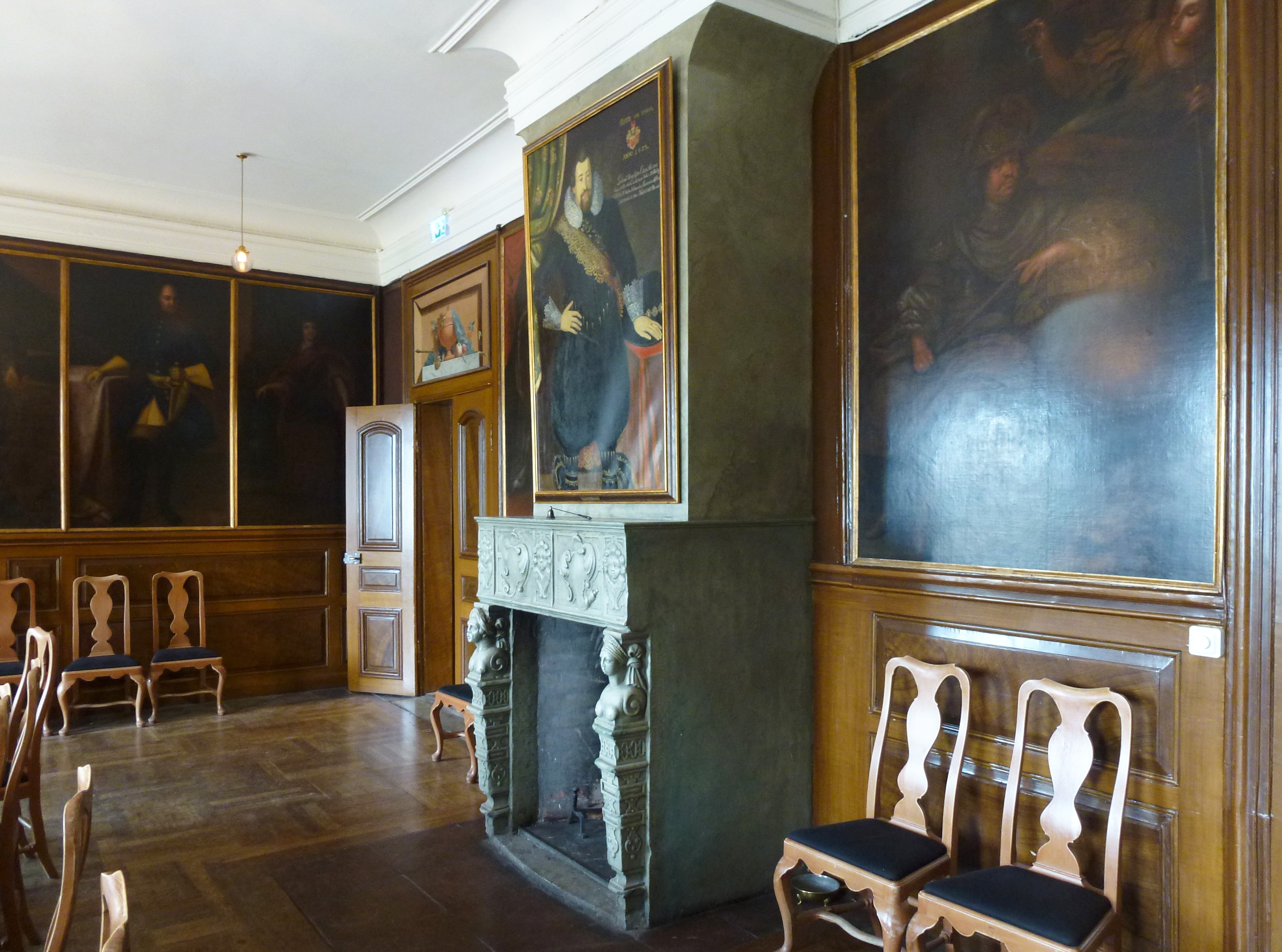
Stora salen.
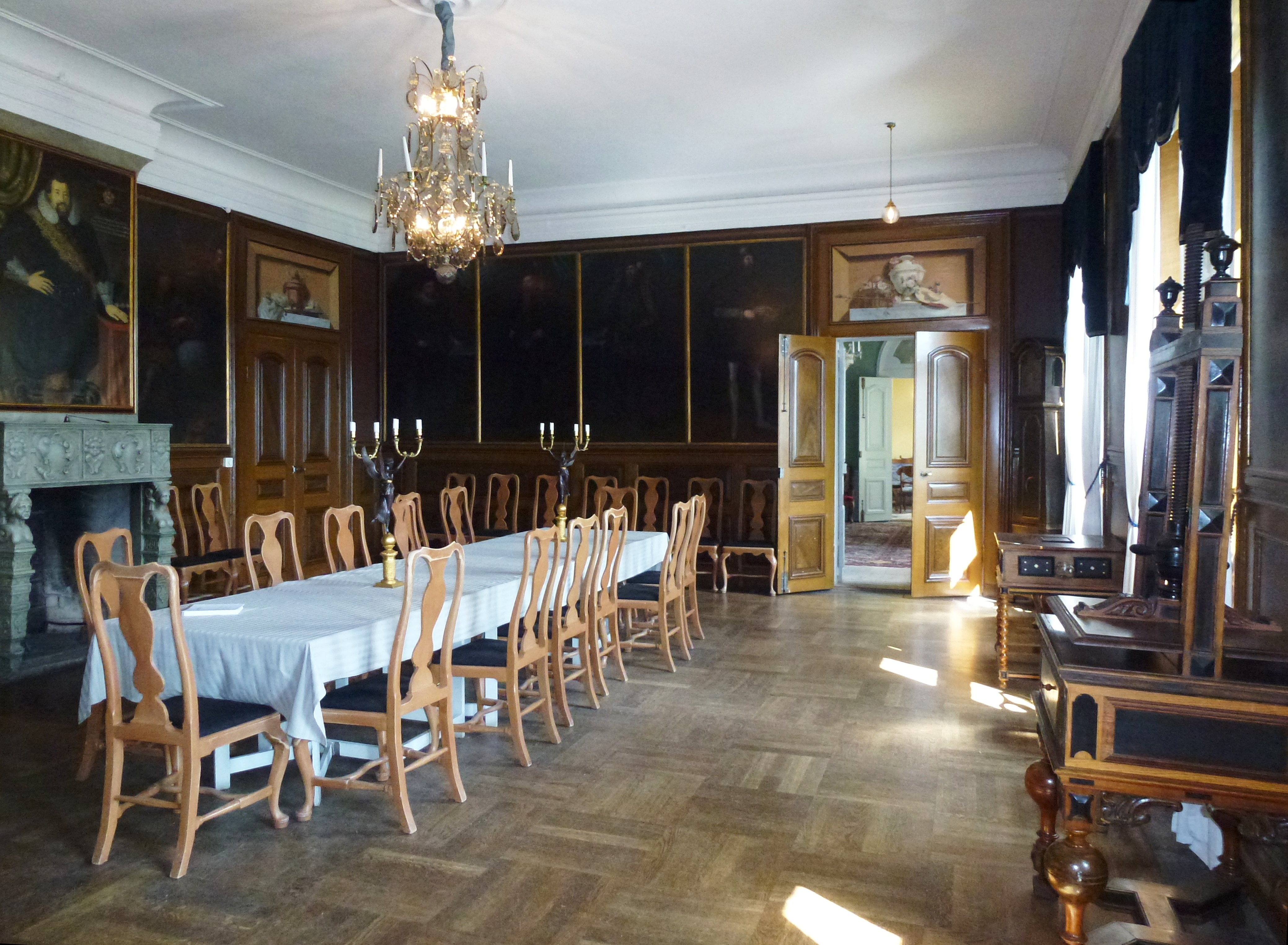
Stora salen.
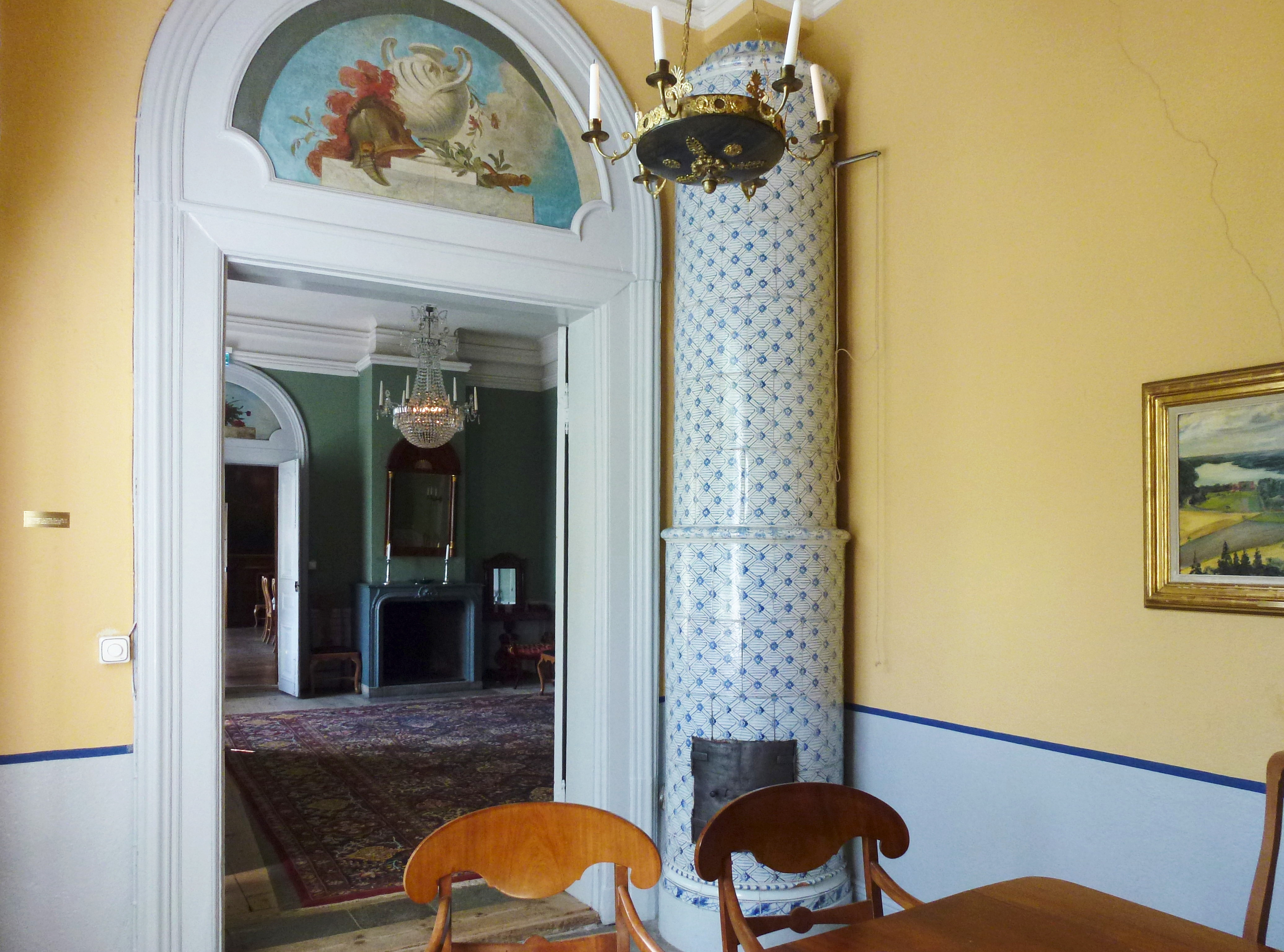
Kabinettet.

### Blå salongen
Blå salongen var ”Stora förmaket” till salen som Per Alexander Rydbeck lät inreda 1810. Väggarna målades i azurblå kulör medan dörröverstycken och hörndekorer utfördes i grisaille (måleri i gråtoner). Kristallkronorna är ursprungliga, möbleringen består av danska empirmöbler som kom på plats under 1930-talet. Gnistskyddet framför kakelugnen broderades av Malla Silfverstolpe, dotter till Thure Gustaf Rudbeck. På väggen mot salongen hänger en målning av J.P. Södermark visande Claes Reinhold Rudbeck (1791–1894).

### Gula salongen
Intill Blå salongen ligger Gula salongen, slottets sydvästra hörnrum.  Ursprungligen var det ”Mindre förmaket” och Magdalena Rudbecks (1726–1809) sängkammare. Redan under hennes livstid blev det ett sällskapsrum och kallas nu ”Gula salongen” på grund av färgsättningen.  Rummets väggar domineras av kronprins Gustavs (sedermera Gustav III) strålomgivna sköld med monogram ”G”. På väggen mot Blå salongen hänger ett porträtt visande Reinhold H.J. Rudbeck (1871–1957), Edsbergs siste private ägare. Målning är en kopia efter Bernhard Österman. Möbleringen är i Karl Johansstil. Från Gula salongen når man dels Vigselrummet och dels Stora Jungfrukammaren.

### Vigselrummet
Rummet kallas numera ”Vigselrummet” eftersom Sollentuna kommun erbjuder möjlighet till borgerlig vigsel i detta särskilt iordningställda rum. Det finns nio vigselförrättare och vigseln är gratis. Väggarna är klädda med nio tapetfält av gyllenläder med kinesicerande motiv och tillverkade i Sverige. Troligen sattes de upp vid en ombyggnad 1875.  Stolarna är från början av 1700-talet och går i Queen Anne-stil. Från Vigselrummet leder en dörr till Stora Jungfrukammaren och vidare till Handkammaren.

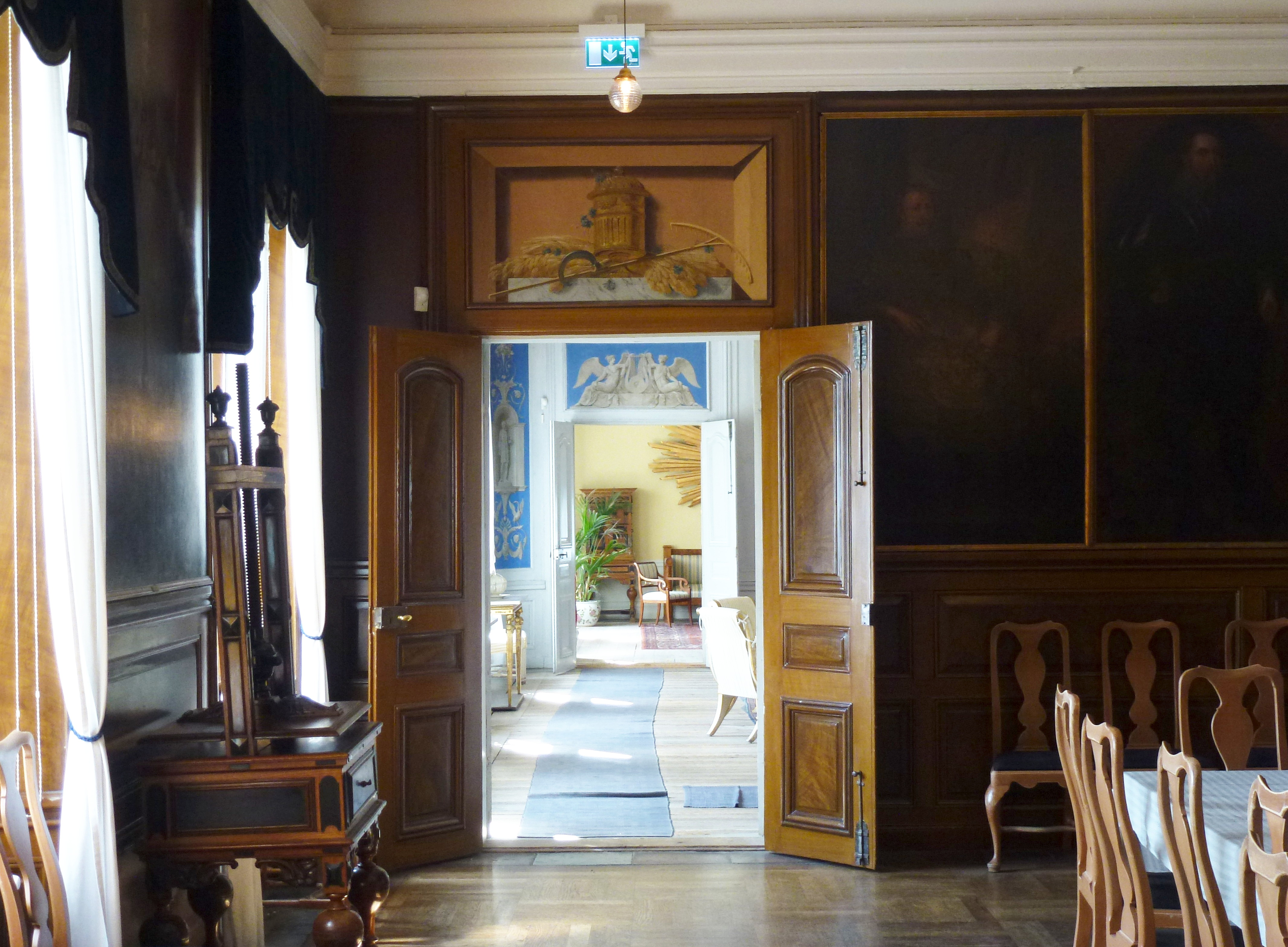
Vy Salen – Gula salongen.
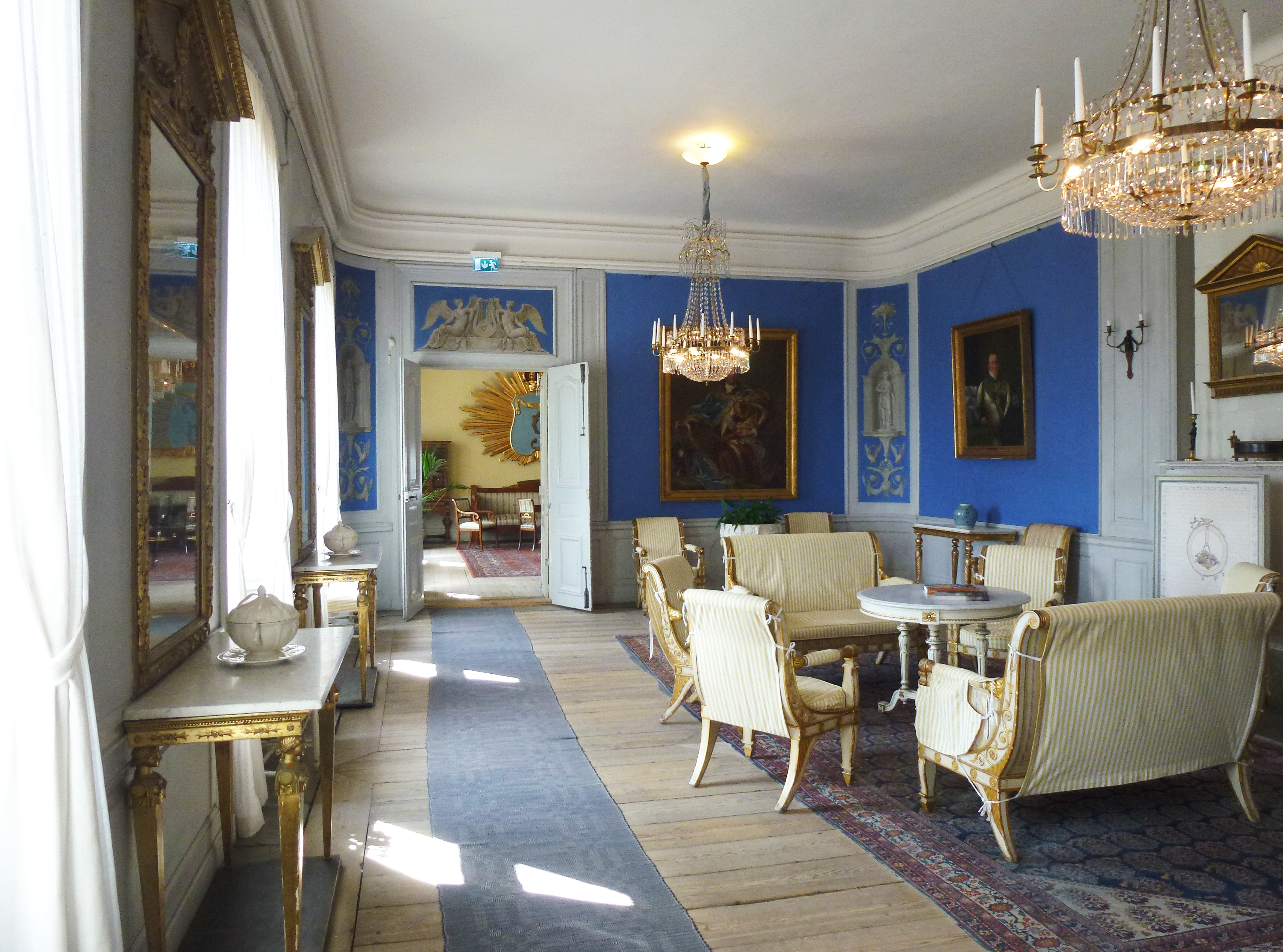
Blå salongen.
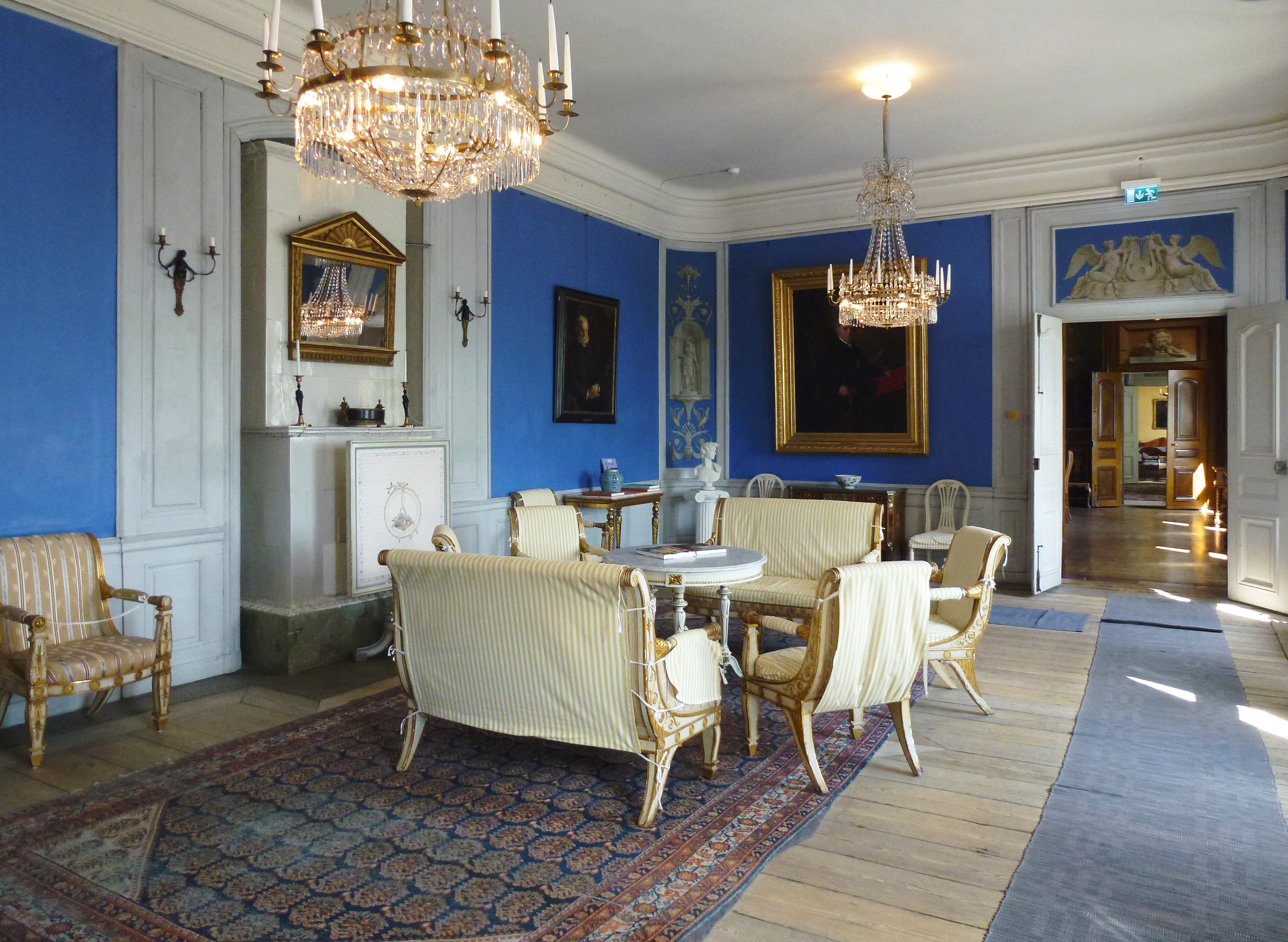
Blå salongen.
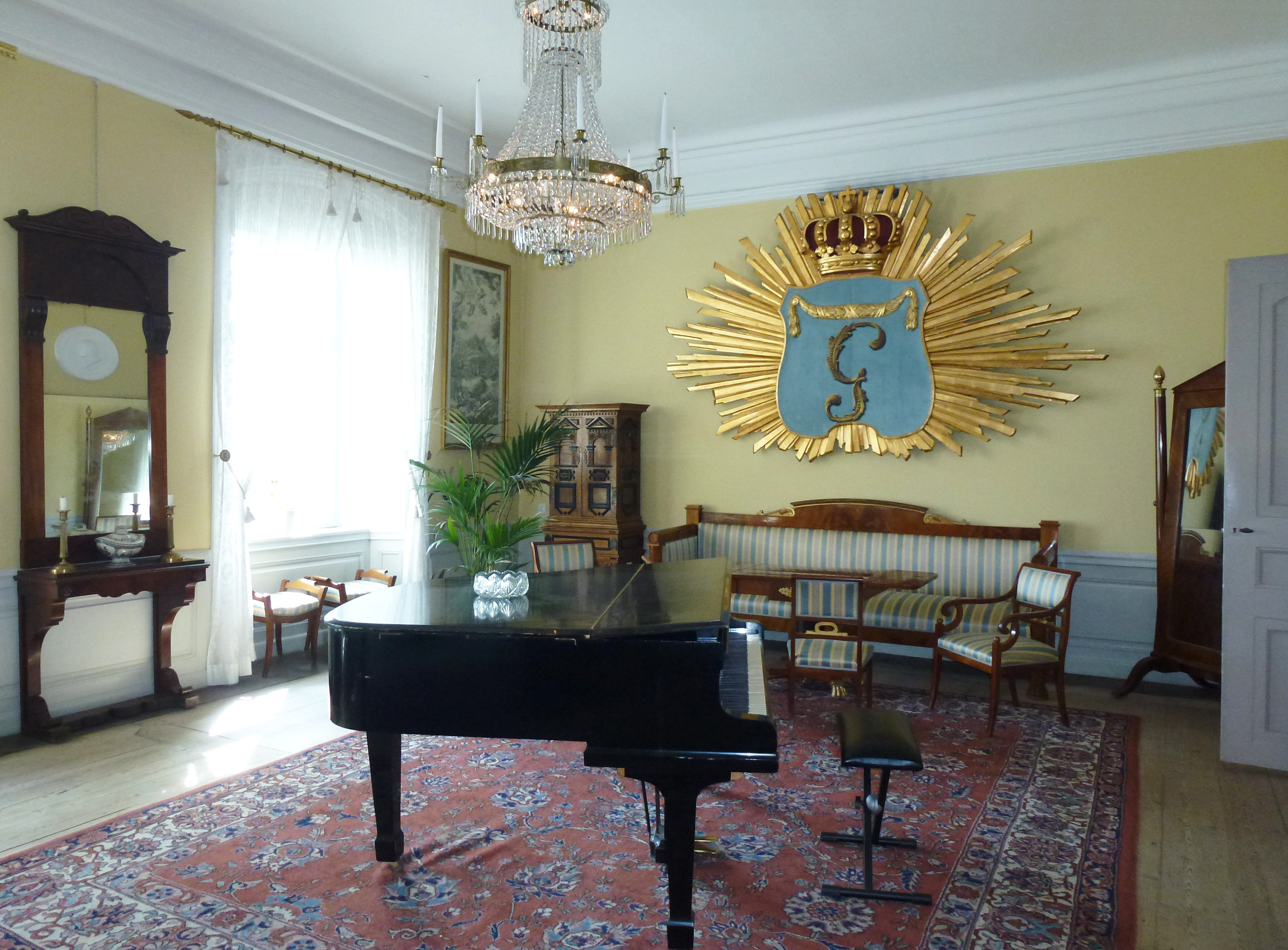
Gula salongen.
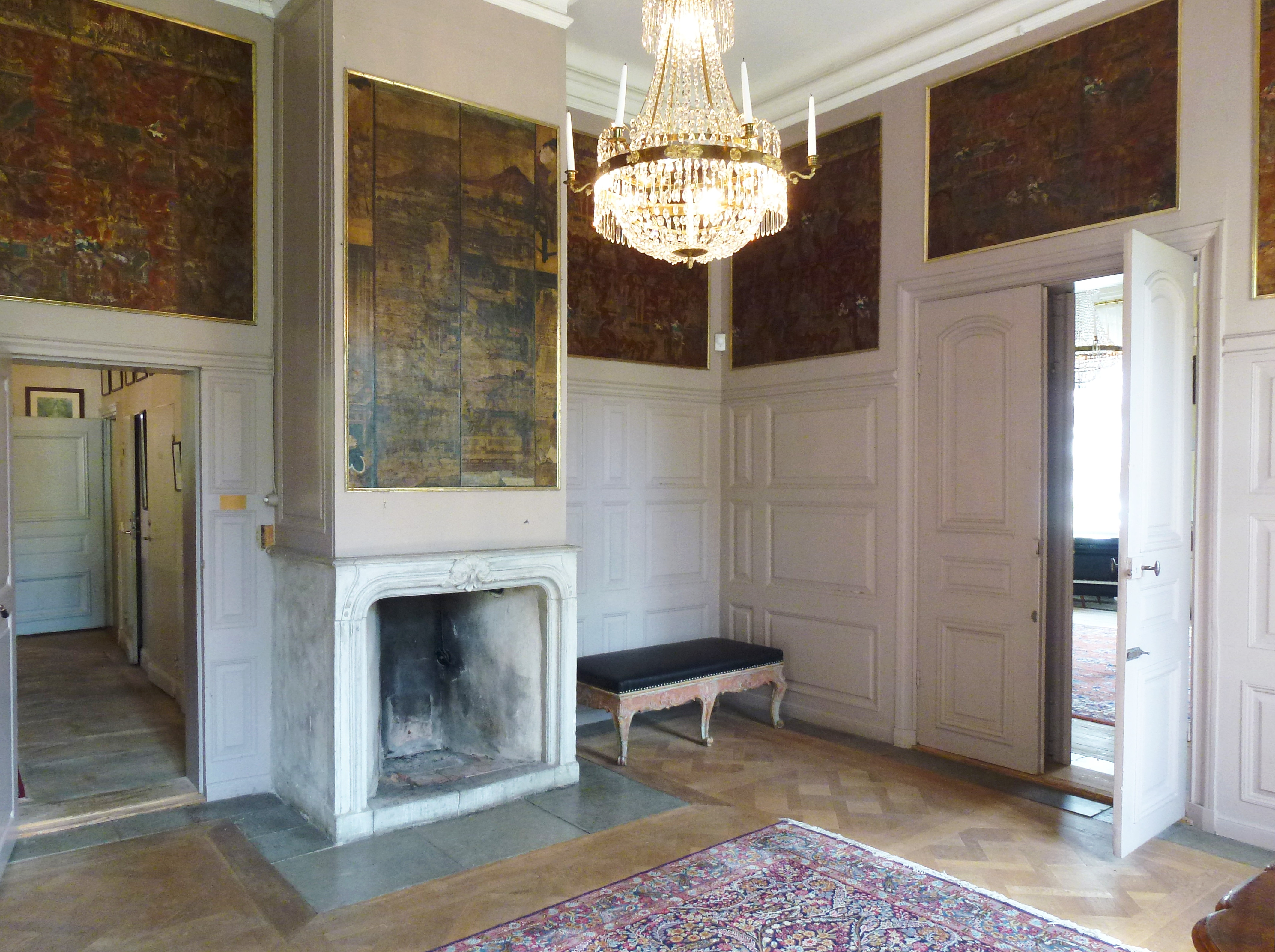
Vigselrummet.

### Stora Jungfrukammaren
Stora Jungfrukammare är belägen mellan Magdalena Rudbecks sängkammare (idag Gula salongen)  och Handkammaren. Härifrån var det nära till Fru Rudbecks sovrum. Den ursprungliga inredningen finns inte kvar längre. Matsalsmöblerna i rummets mitt var en bröllopspresent till Reinhold H.J. Rudbeck och Dagmar Odelberg och tillverkades 1902.  På norra väggen finns en strålomgiven sköld med monogram ”SM”, som står för prinsessan Sofia Magdalena av Danmark, Gustav III:s gemål. Det är en pendang till en liknande sköld i Gula rummet. Båda härrör från Gustav III:s bröllop 1766 och satt på en äreport när de anlände till Stockholms län, där de mottogs av landshövdingen.

### Handkammaren
I Handkammaren eller porslinsköket, som rummet också kallades, lades maten upp innan den bars in i salen. Här trängdes köks- och betjäningspersonal samt uppassare och här fanns en – numera borttagen – varmhållningsugn. Maten hämtades från köket över gården. På grund av brandfaran fanns ingen direktförbindelse mellan köket och salen. Väggarna har fasta tallrikshyllor. I golvet finns en lucka till ett lågt utrymme, troligen en vinkällare eller ett närskafferi. I taket hänger en takkrona i gjutjärn med förgyllda bronspartier och dekor av vinrankor. Från handkammaren leder en dörr till Stora stenfarstun.

### Saltvalvet
Saltvalvet och källarens övriga sju rum tillhör slottets äldsta del och härrör från 1630-talet, alltså från Gabriel Bengtsson Oxenstiernas tid. Taken är utformade som tunnvalv och kryssvalv och försedda med smidda krokar för upphängning av kött och andra förnödenheter. Kvar står en stor huggkubbe på vilken djurkropparna styckades. I själva saltvalvet förvarades saltet som, utöver kryddning, även var ett viktigt konserveringsmedel. Under adventshelgerna visas konsthantverk i slottets saltvalv.

### Bilder, slottsrum

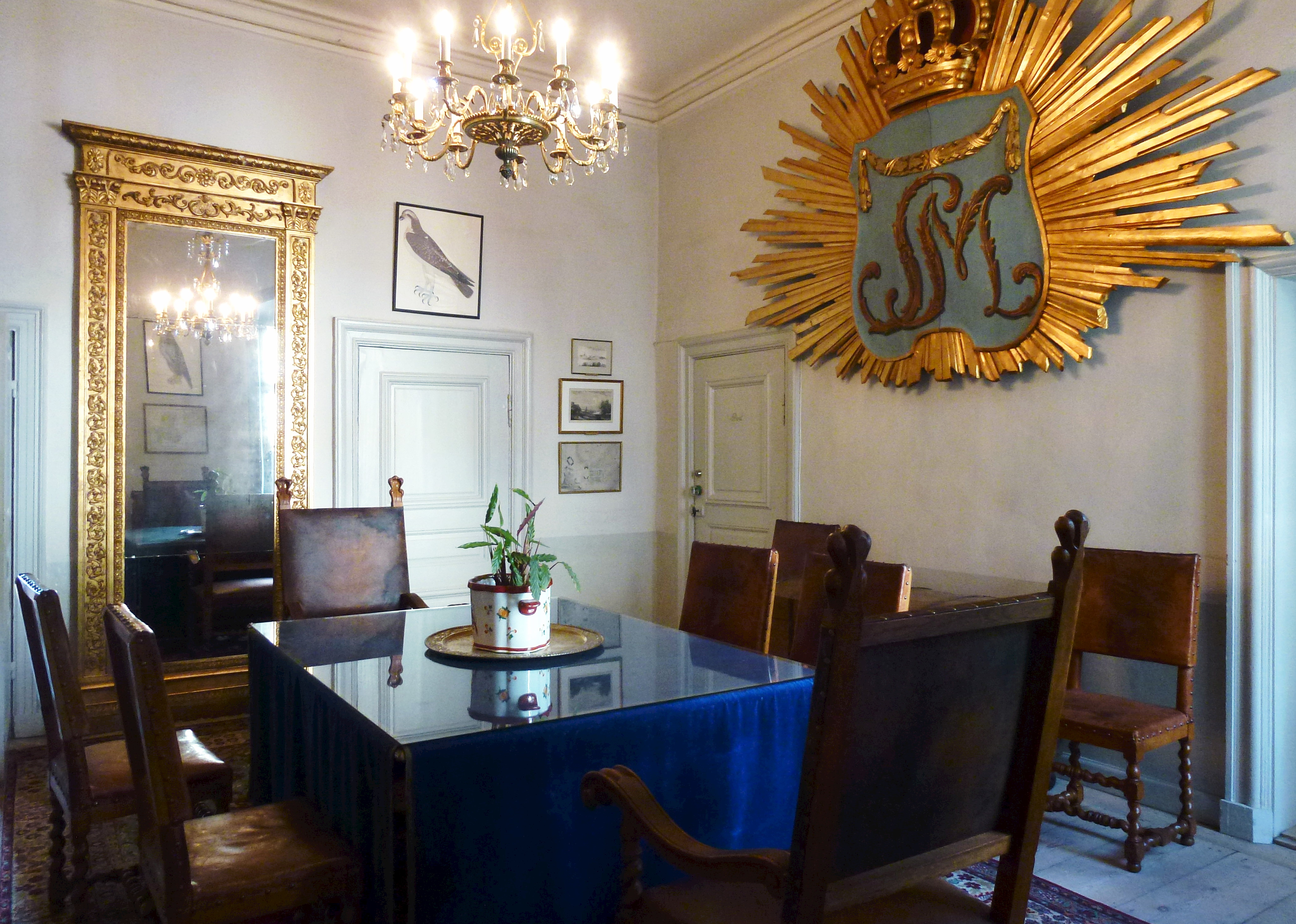
Stora Jungfrukammaren.
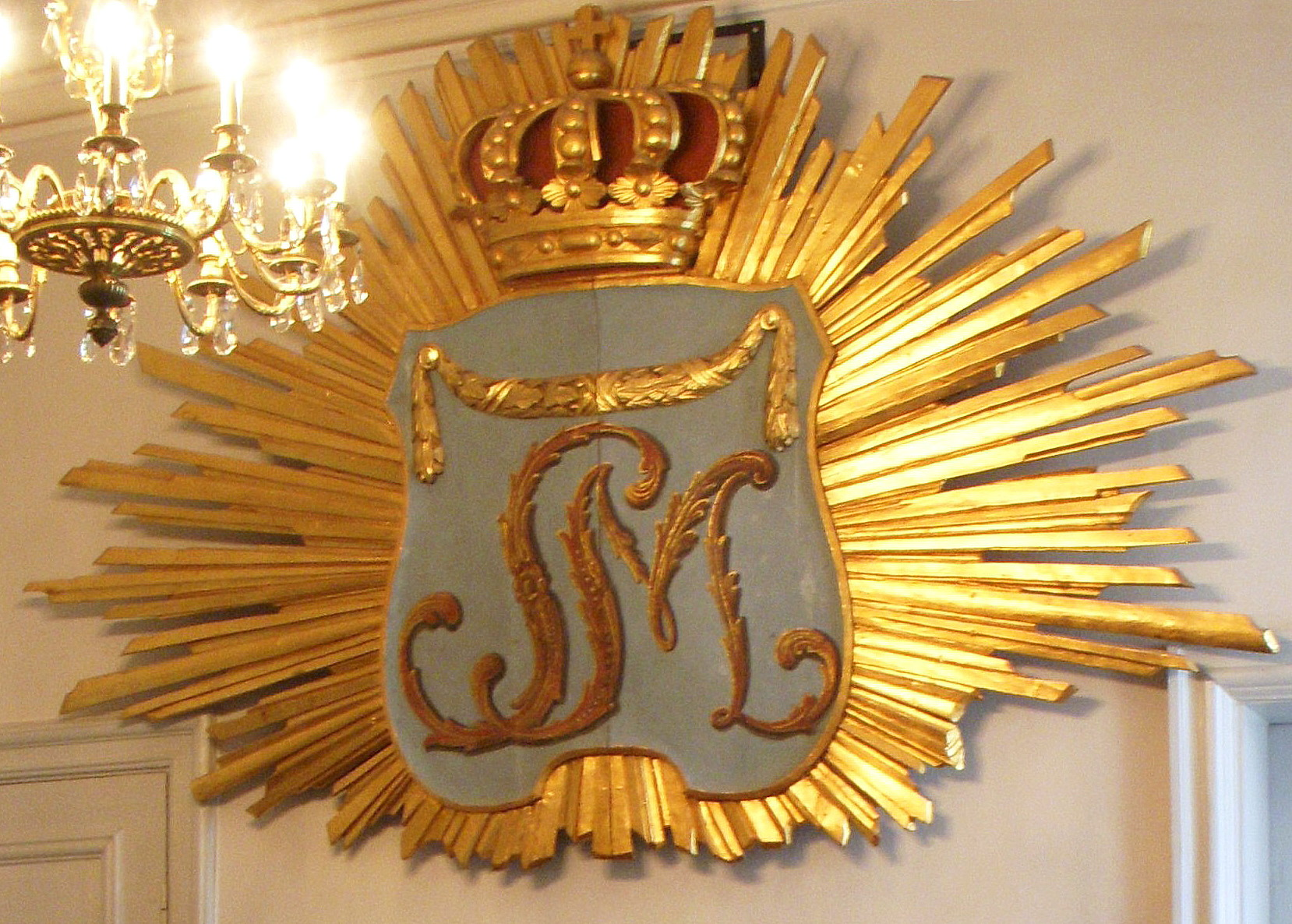
Sofia Magdalenas sköld.
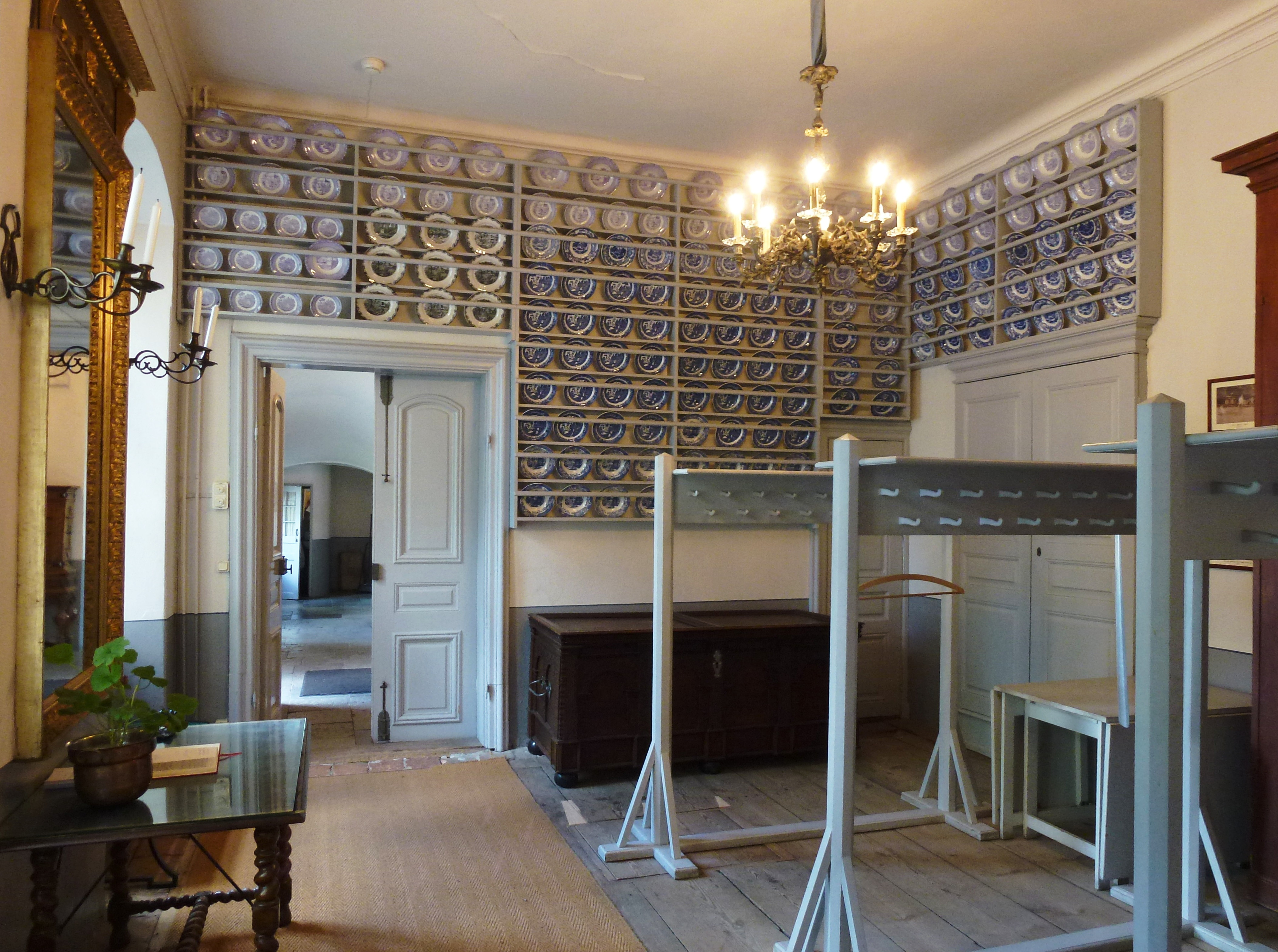
Handkammare.
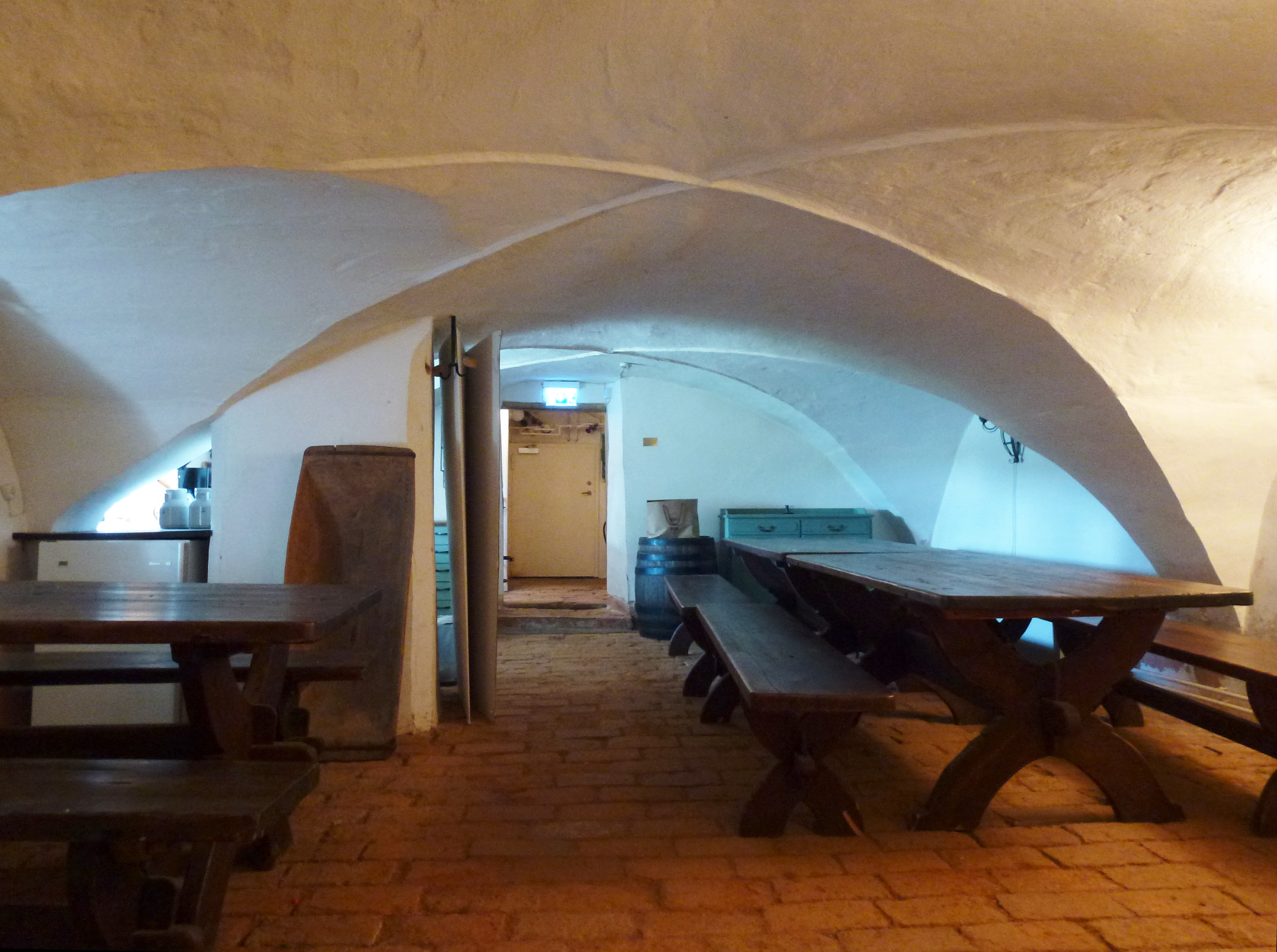
Saltvalvet.
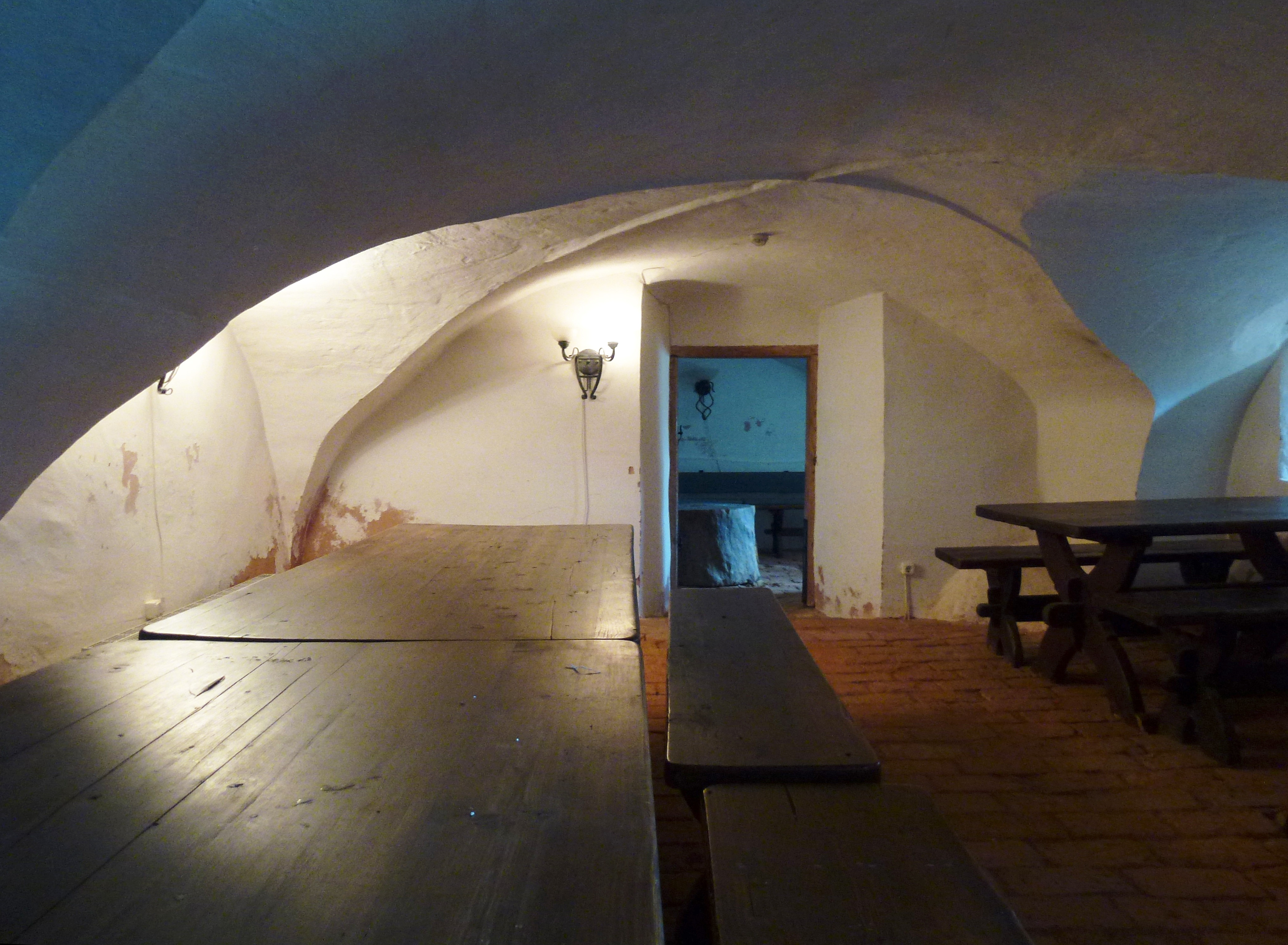
Saltvalvet.

## Parken

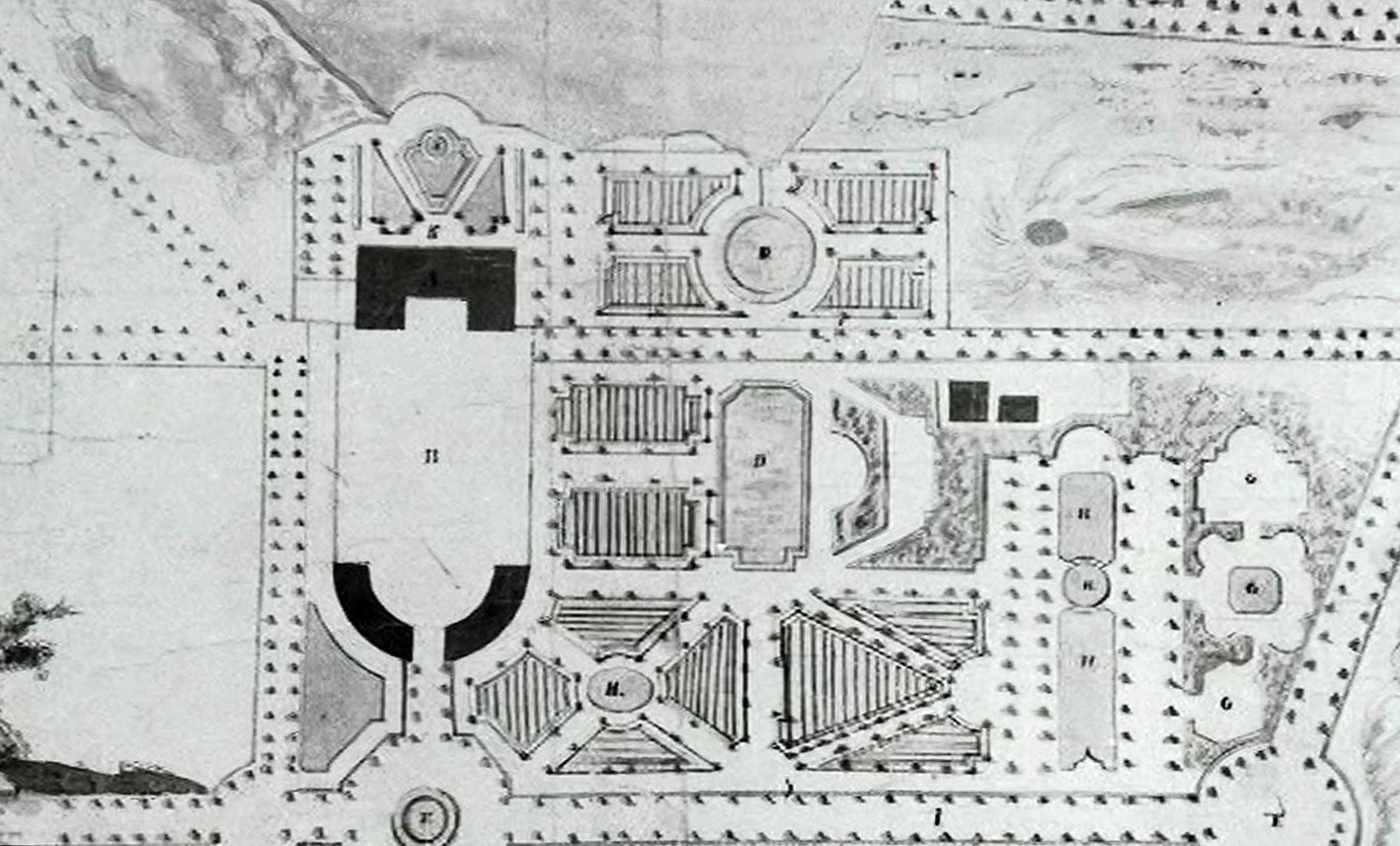
Del av generalplanen, 1760.
Norr är nedåt på ritningen

Omkring 1760 upprättades en generalplan för hela området. I centrum placerades huvudbyggnaden och därifrån gick alléer i flera väderstreck. Parken planerades väster om huvudbyggnaden och utformades till en början som en fransk barockträdgård. Idag är det inte känt hur mycket av planen förverkligades. Gårdsplanens lindar lär ha planterats av Gabriel Bengtsson Oxenstierna under 1630-talet och härrör därmed från Edsbergs gårds tid. 
Det fanns även köksträdgård med växthus och fruktträd som avvecklades först under 1970-talet. Då återskapades även parterren med fontänen mellan slottet och Edsviken. Efter sekelskiftet 1800 omdanades barockparken i en engelsk park. Idag är parken en blandning av olika parkstilar från 1600-talet fram till nu. Gårdens orangeri uppfördes omkring 1811 och revs 1993.
Nedanför huvudbyggnaden, på slänten mot Edsviken, står en fontän i gjutjärn från slutet av 1800-talet. Den flyttades till sin nuvarande plats i början av 1970-talet och fanns tidigare på Tegelhags gård. Som inramning vid kajkanten mot Edsviken återfinns två exemplar av Riksäpplet, som en gång smyckade Riksdagshuset i Stockholm.
I nordvästra hörnet av parken och i slutet av Monumentallén står ”monumentet”,  som restes i maj 1809 på initiativ av Malla Silfverstolpe och utformades efter hennes ritning.  Inskriptionen lyder: "Minne av Magdalena Mentzer född den 26 oktober 1726, död den 3 februari 1809 och dess sonson Ture Axel Rudbeck född den 15 februari 1787, död den 6 september 1808. Åren åtskilde, kärleken och döden förenade." Magdalena Mentzer var Malla Silfverstolpes mormor och Ture Axel Rudbeck hennes kusin och nära vän.

### Bilder, parken

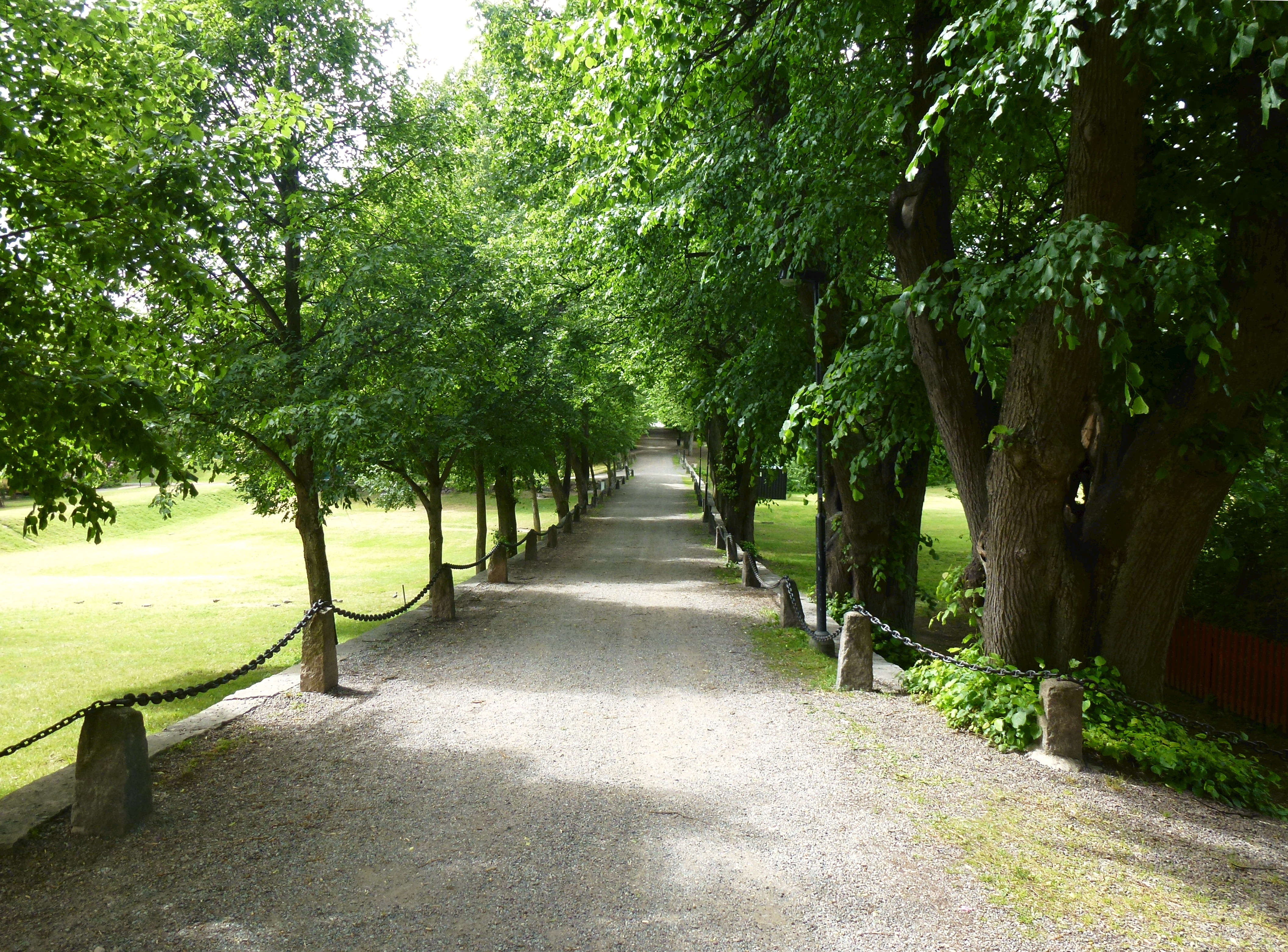
Allén mot väst.
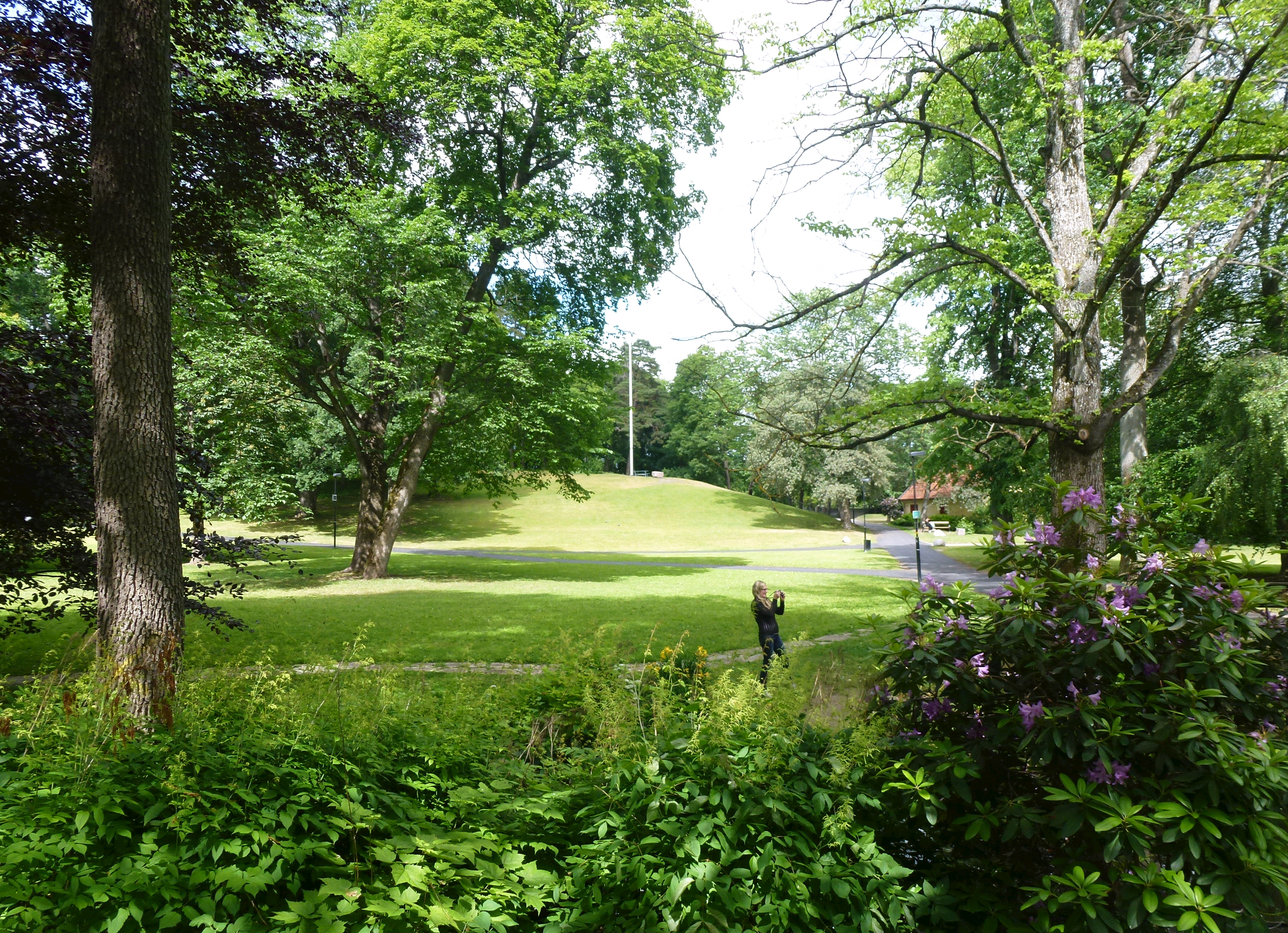
Parken med "Flaggbacken".
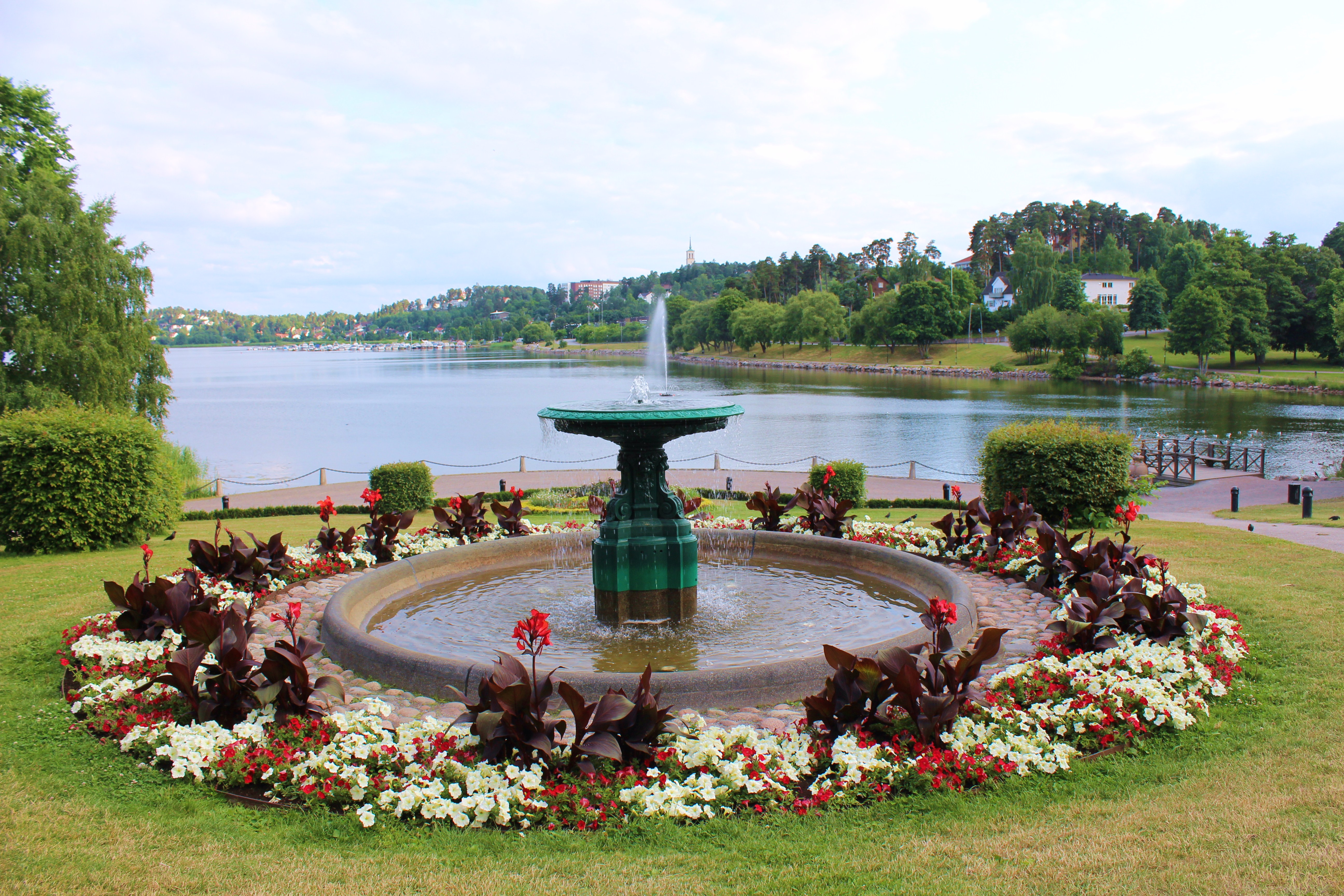
Parterren med fontänen.
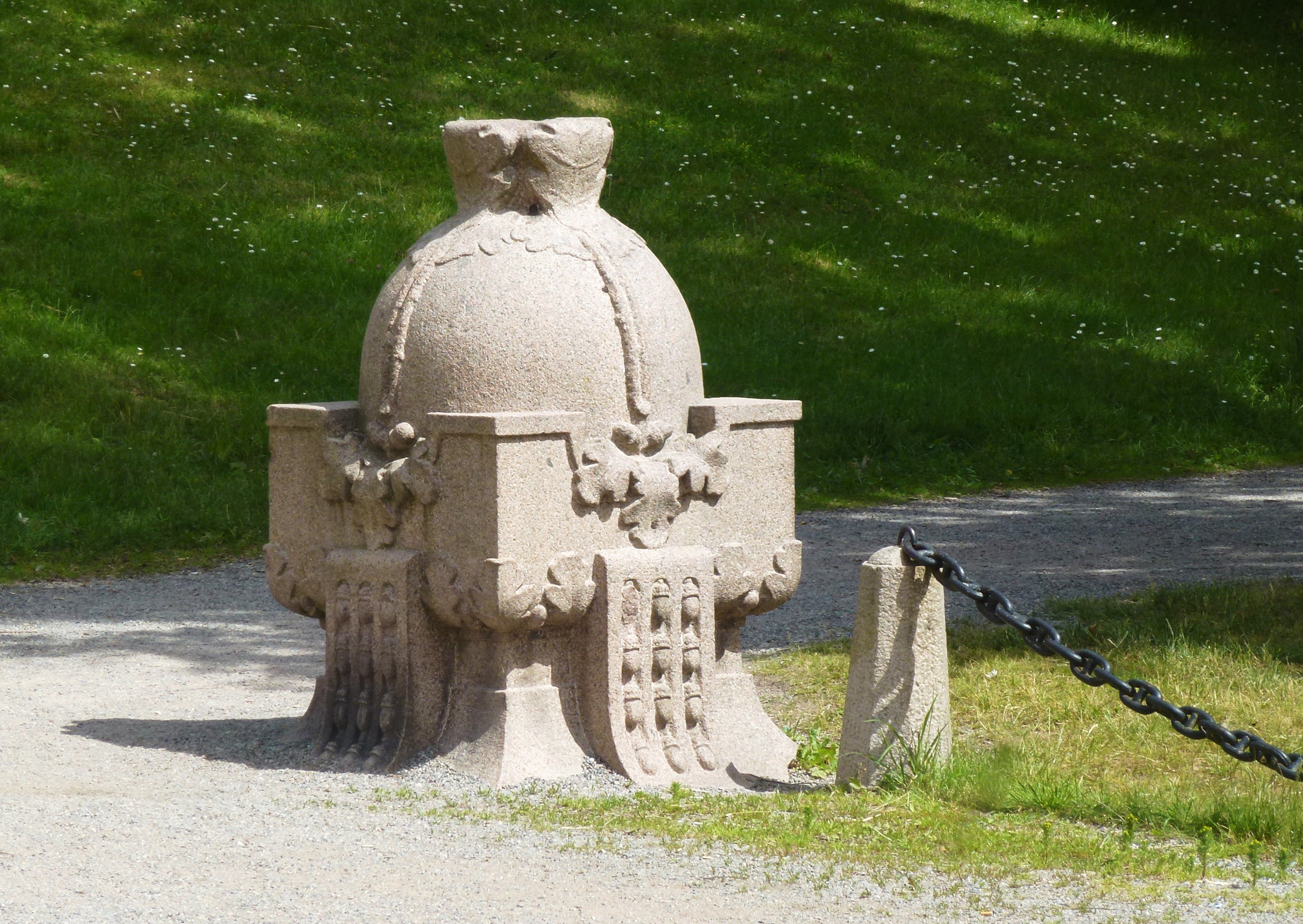
Riksäpplet vid kajen.
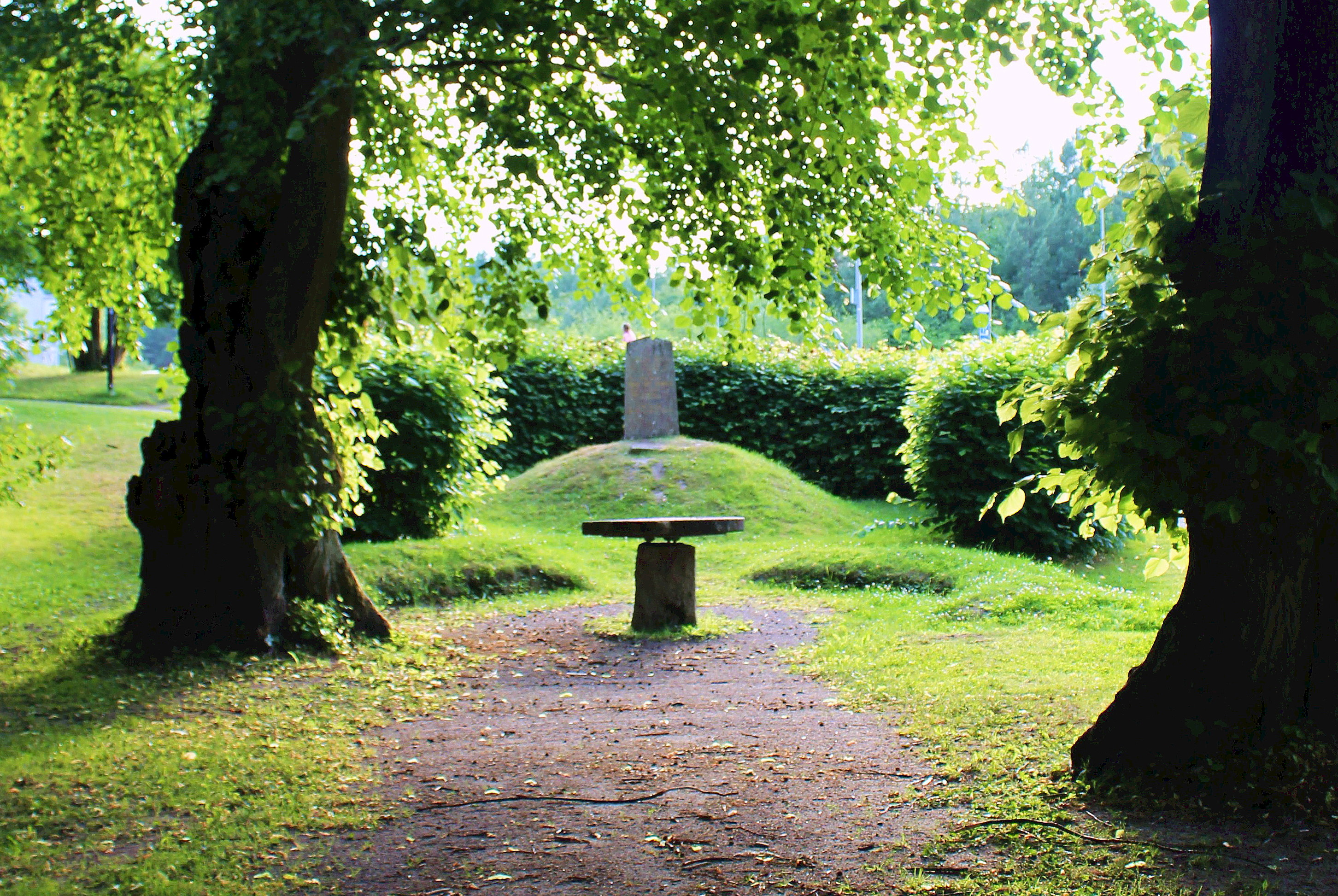
Monumentet.

## Nyare historia
Efter att slottet varit i familjen Rudbecks ägo i cirka 200 år var man tvungen att sälja mark från godset till Sollentuna köping vilket skedde 1947/1948. Till slut återstod enbart parken och huvudbyggnaden som såldes till köpingen 1955. Familjen Rudbeck bodde kvar i den västra, fristående flygeln fram till 1979. Edsbergs slott renoverades på 1990-talet och 2006 och vissa delar är idag öppna för allmänheten.
Sedan 1958 bedrivs musikundervisning på Edsbergs slott. Ursprungligen organiserades verksamheten av Sveriges Radio under namnet Sveriges Radios Musikskola men sedan 1999 är den en del av Kungliga Musikhögskolan i Stockholm. I undervisningen ingår violin, viola, violoncell, piano och kammarmusik.

## Edsbergs slotts ägare (urval)
Målningarna hänger i Edsbergs slott.

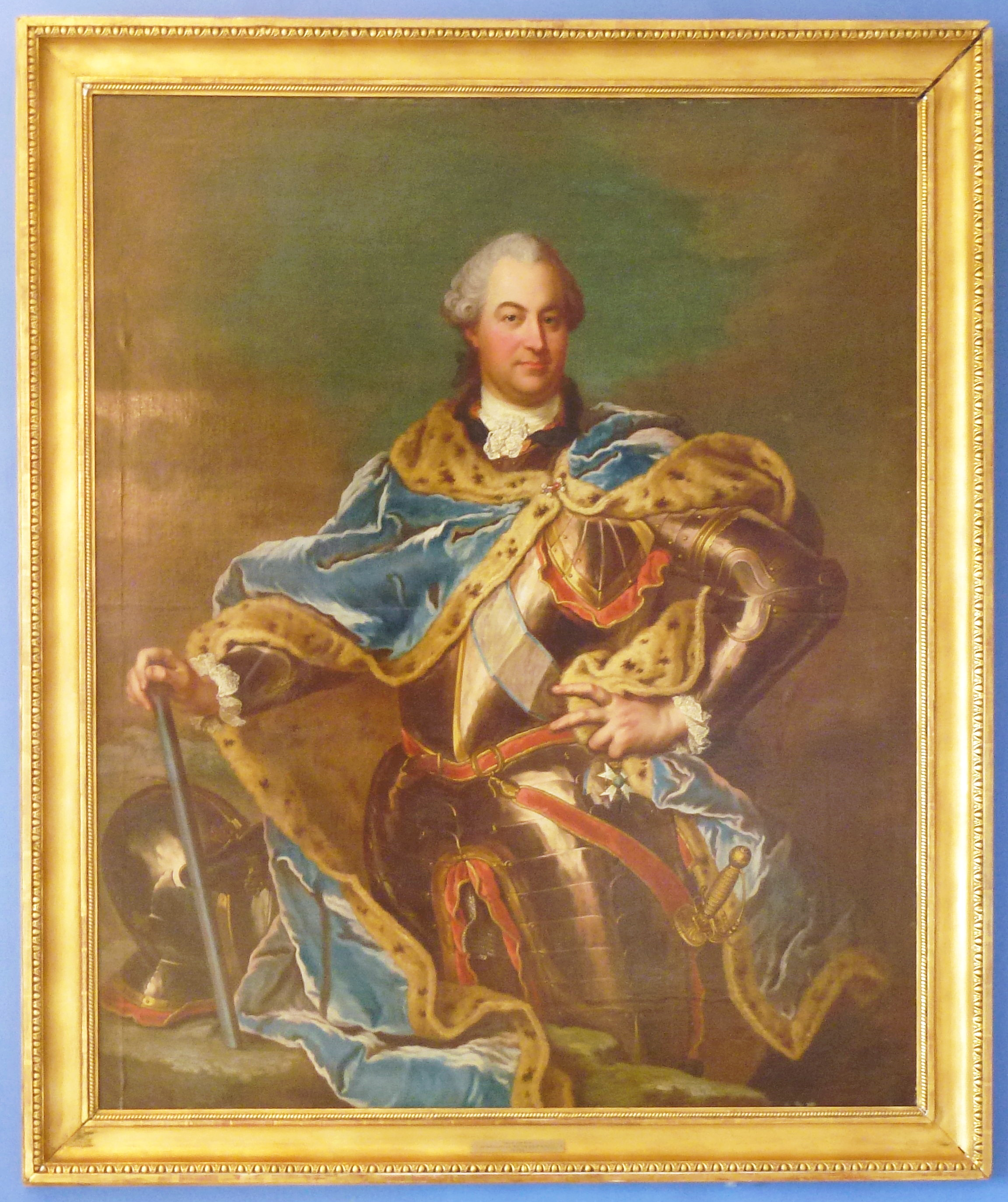
Ture Gustaf Rudbeck (1714–1786), nuvarande slottets byggherre.
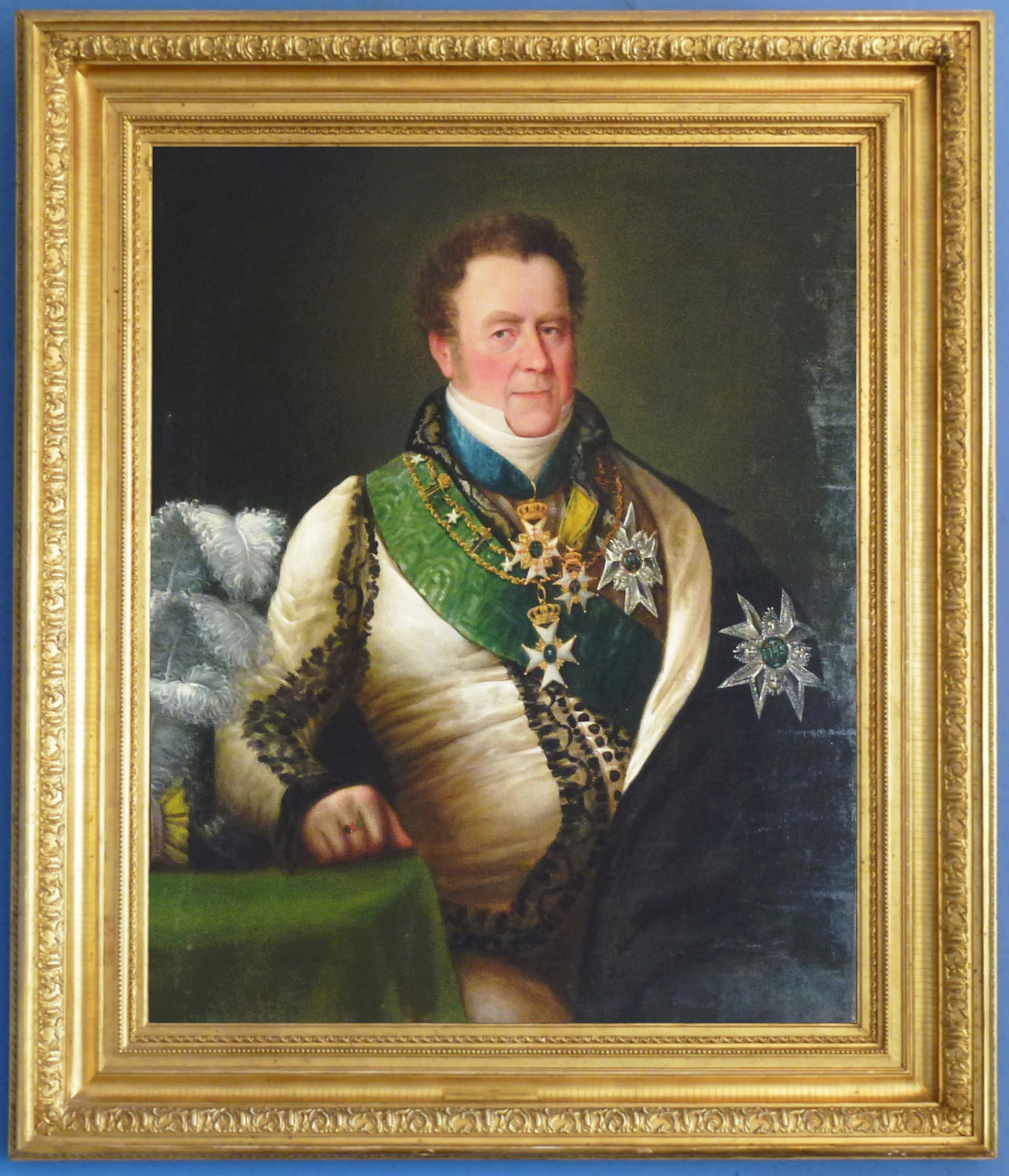
Peter Alexander Rudbeck (1762–1832).
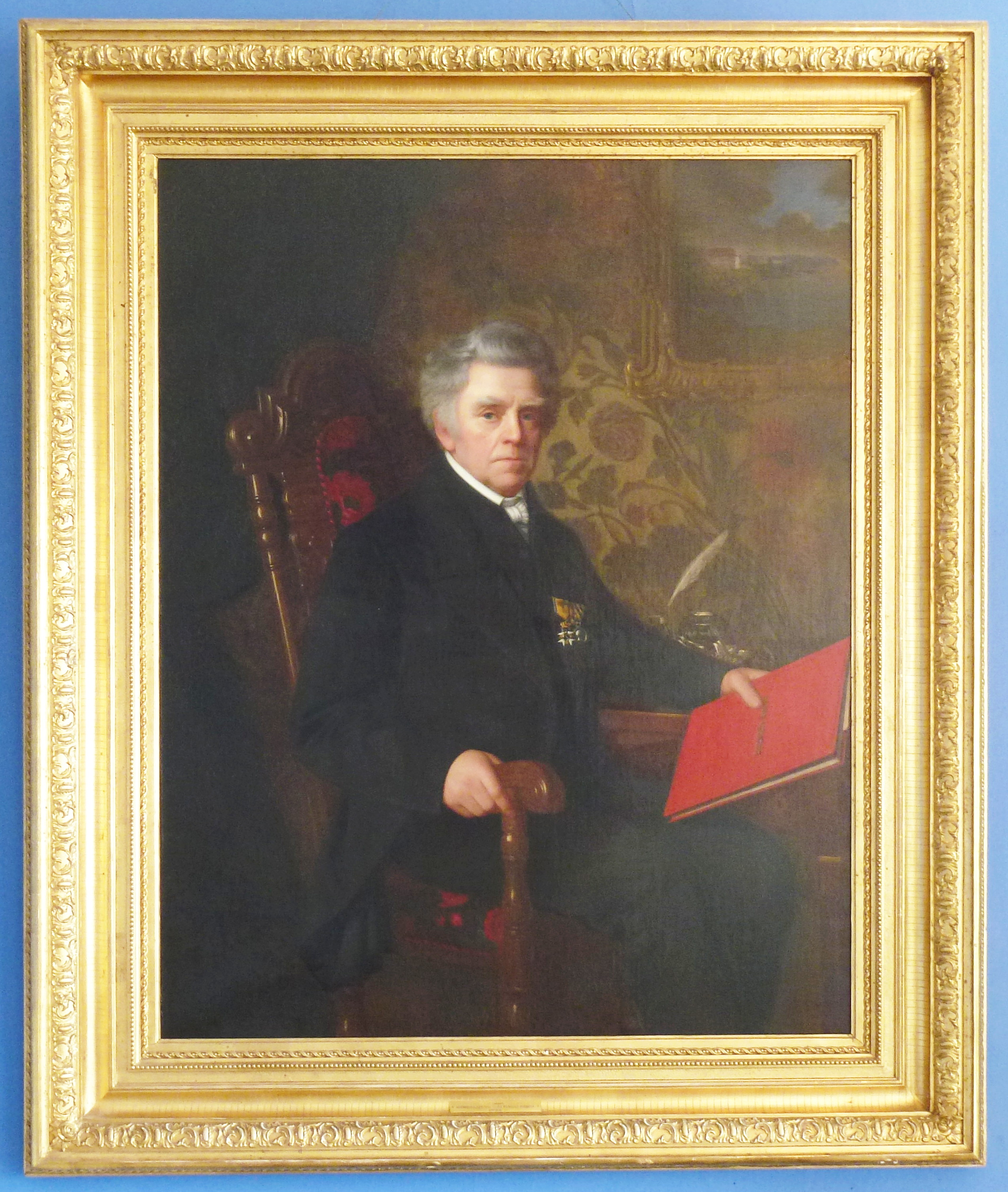
Claes Reinhold Rudbeck (1791–1874).
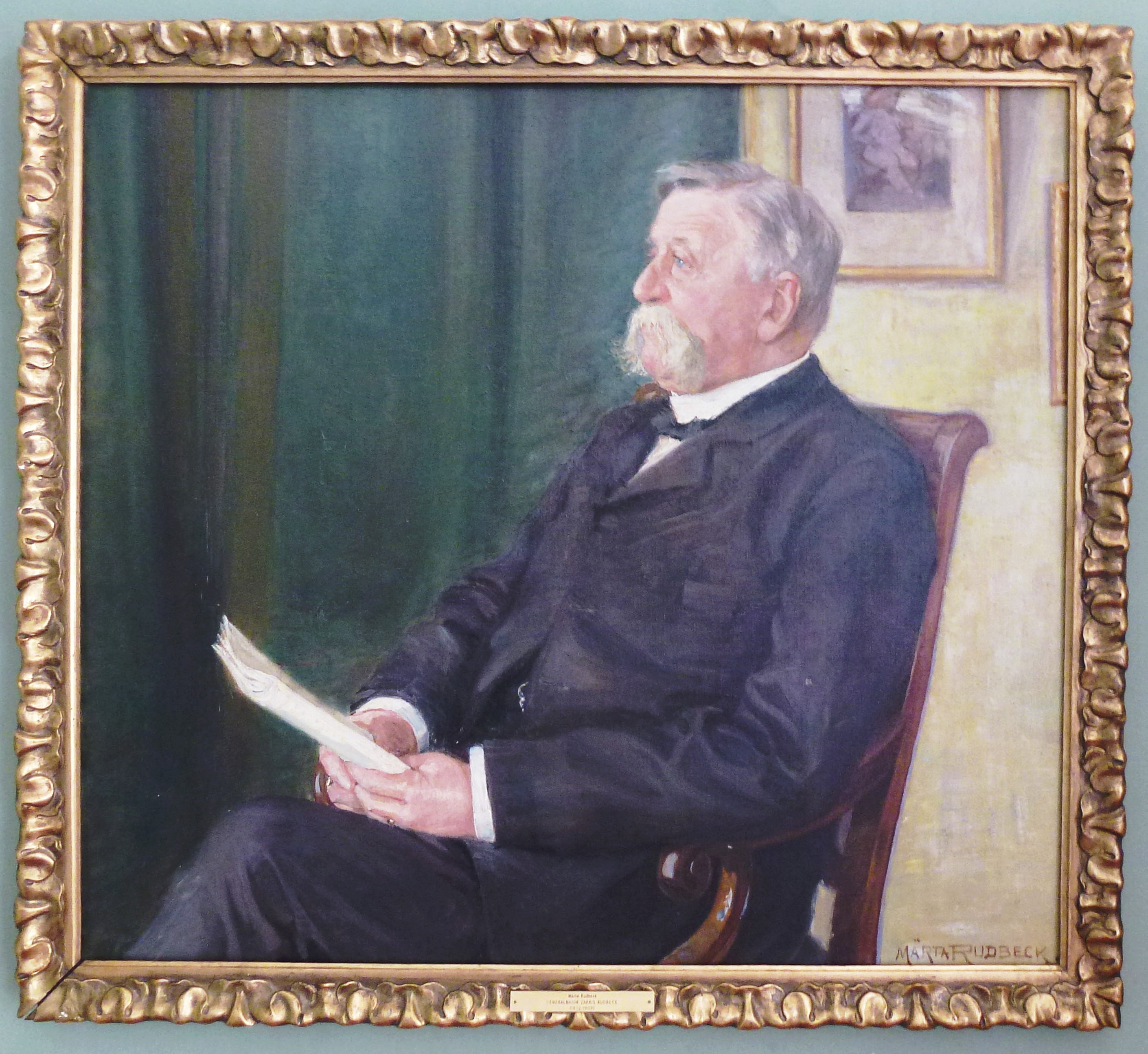
Zakarias (Zakris) Rudbeck (1832–1909).
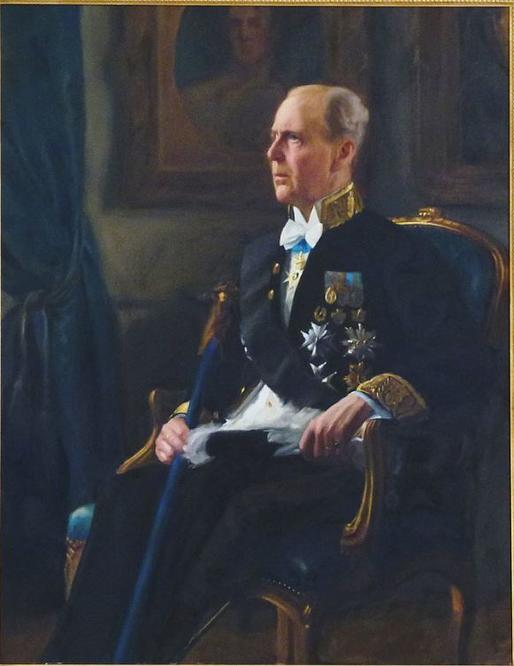
Reinhold H.J. Rudbeck (1871–1957), slottets sista privata ägare.